# Marrakech
Pour le ferry du même nom, voir Marrakech (ferry).
Marrakech (en arabe : مُرّاكُش, murrākuš ; en berbère : ⵎⵕⵕⴰⴽⵛ, Meṛṛakc) est une ville située dans le centre du Maroc au pied des montagnes de l'Atlas. Elle est surnommée « la ville rouge »ou la « ville ocre » en référence à la couleur rouge d'une grande partie de ses immeubles et de ses maisons.
Marrakech et son aire urbaine comptent en 2020 un peu plus d'un million d'habitants. Par sa population, la ville est la troisième agglomération du pays, à égalité avec sa rivale historique, Fès, derrière Casablanca et Rabat.
Cité impériale, au même titre que Meknès, Fès et Rabat, Marrakech fut la capitale du Maroc pendant près de 350 ans, sous les dynasties Almoravide (XIe – XIIe siècles), Almohade (XIIe – XIIIe siècles), Saâdienne (XVIe – XVIIe siècles), ainsi que sous le règne de Mohammed ben Abdallah de l'actuelle dynastie alaouite (régnant de 1757 à 1790).
Marrakech abrite une vaste médina de 600 hectares, la plus peuplée d'Afrique du nord, et classée au patrimoine mondial de l'humanité par l'UNESCO. Grâce à la vitalité de sa médina, vieille de 900 ans, ses infrastructures hôtelières de classe mondiale et son climat ensoleillé, Marrakech s'est imposée comme la capitale incontestée du tourisme au Maroc. Desservie par le deuxième aéroport du pays quant au trafic, l'aéroport de Marrakech-Ménara, la ville a accueilli en 2019 près de trois millions de visiteurs.

## Terminologie

### Étymologie
Plusieurs hypothèses coexistent quant à l'origine du nom de la ville. La plus répandue considère que le nom de Marrakech est une contraction du berbère *amur (n) Yakuš où amur a pour significations « part, lot, promesse, protection » et Yakuš (et ses variantes Yuš et Akuš) signifie « Dieu ». Le sens original du nom serait donc (le lieu sous la) « protection de Dieu ». Toutefois, d'autres voient en amur un augmentatif du mot tamurt qui signifie « pays », *amur (n) Yakuš prendrait alors le sens de « terre de Dieu ».
Une étymologie alternative moins répandue propose l'interprétation de « terre de parcours ».
Les sources médiévales arabophones [Lesquelles ?] ont été nombreuses à proposer des origines arabes au nom de Marrakech. Louis Deroy et Marianne Mulon, auteurs du Dictionnaire de noms de lieux, reprennent l’idée selon laquelle le nom viendrait de l’arabe Marruquch « la bien parée »  de رقش « ornementer, enjoliver ».

### Influence du nom
Le mot « Maroc » et ses équivalents dans les différentes langues européennes sont directement dérivés du mot « Marrakech ». Dès les années 1130, soixante ans après la fondation de la cité, le nom apparaît dans les sources latines pour désigner la capitale de l'empire almoravide. Au XIVe siècle, on recense les formes « Marroch » en catalan (dont dérive le nom français), « Marruecos » en castillan, « Morrocco » en toscan, et « Marrocos » en portugais, sans doute la forme la plus ancienne, les "s" finaux étant chuintés en portugais. En français, la ville était appelée « Maroc ».
Au XVe siècle, le Portugal exerce une forte pression militaire sur le Maroc. Le pays est scindé en deux, les Wattassides ayant pour capitale Fès et régnant sur le nord du Maroc et les Hintata puis les chérifs saadiens régnant sur Marrakech et le sud du pays. La littérature géographique européenne entérine alors l'idée que le Maghreb al-Aqsa se compose des royaumes de Fèz et de Maroc. C'est finalement le nom de la capitale du sud finit par s'imposer à tout le pays. En outre, jusqu'au XXe siècle, le Maroc était connu en Orient sous le nom de Marrakech (appellation toujours d'actualité en Iran).
Pendant la période almohade, Marrakech était réputée pour son artisanat du cuir. Le tannage des peaux y était déjà réalisé dans les tanneries de Bab Debbagh à l'est de la ville. Les accessoires de cuir confectionnés à Marrakech étaient si renommés que l'on commença à parler en Castille de marroquinería pour les désigner. Ce terme a fini par se propager dans d'autres langues comme le français, la « maroquinerie » servant à désigner l'activité ainsi que les articles utilisant comme matière principale le cuir.

## Histoire

### Capitale des empires almoravide et almohade
Marrakech (Mourrakouch) fut fondée en 1071 (an 463 de l'Hégire) par le souverain berbère sanhajien almoravide Youssef ben Tachfine. Très vite, à Marrakech, sous l'impulsion des Almoravides, pieux guerriers et austères savants venus du Grand Sud marocain jusqu'à l'actuelle Mauritanie, de nombreuses mosquées et médersas (écoles de théologie coranique) furent construites, ainsi qu'un centre commercial drainant le trafic entre le Maghreb occidental et l’Afrique subsaharienne. Marrakech grandit rapidement et s'imposa comme une métropole culturelle et religieuse influente, supplantant Aghmat et Sijilmassa.
Des palais furent édifiés également et ornés avec le concours d'artisans andalous venus de Cordoue et de Séville, qui apportèrent le style omeyyade caractérisé par des coupoles ciselées et des arcs polylobés. Cette influence andalouse fusionna avec les éléments sahariens et ouest-africains, et fut synthétisée dans une architecture originale totalement adaptée à l'environnement spécifique de Marrakech.
La ville devint la capitale de l'Émirat almoravide marocain, un empire eurafricain qui s'étendait à son apogée des rives du fleuve Sénégal jusqu'au centre de la péninsule Ibérique et du littoral atlantique jusqu'à Alger. La cité fut ensuite fortifiée par le fils de Youssef Ibn Tachfin, Ali Ben Youssef, lequel fit édifier vers 1122-1123 des remparts encore visibles. Pendant qu'Youssef Ben Tachfine menait des campagnes victorieuses en Al-Andalus, soumettant les roitelets des taïfas et repoussant les offensives de la Castille et de l'Aragon, son épouse Zaynab Nefzaouia exerçait à Marrakech un pouvoir important, avec toutes les prérogatives d'une véritable reine.

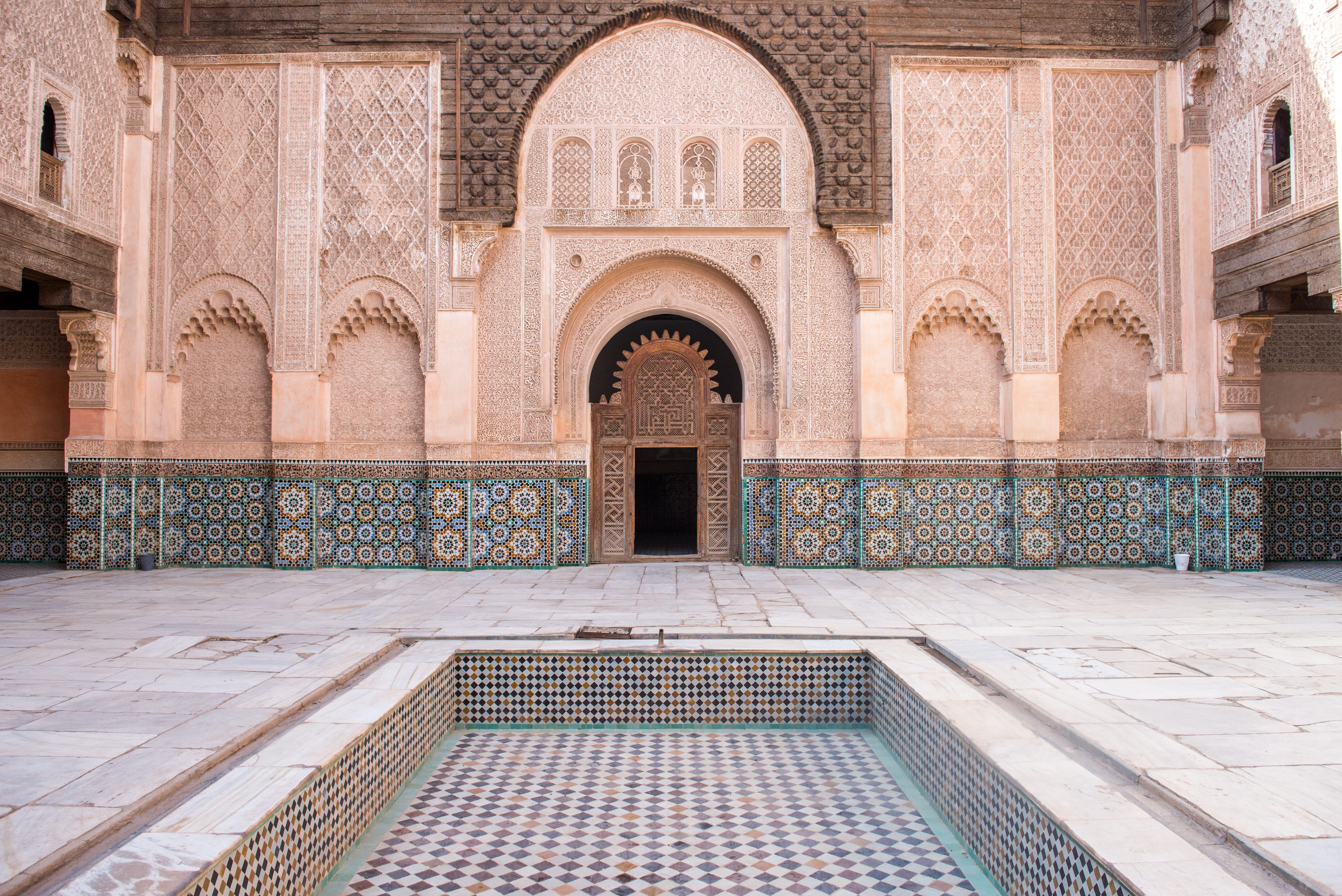
La médersa Ben Youssef.

En 1147, les Almohades partisans d'Ibn Toumert qui se proclamait Mahdi et voulait imposer une interprétation orthodoxe de l'islam, s'emparèrent de la ville. Les derniers Almoravides furent exterminés, sauf ceux qui s'exilèrent aux îles Baléares où survécut une branche de cette dynastie, la famille des Beni Ghania. En conséquence la presque totalité des monuments fut détruite. Les Almohades, issus des tribus Masmouda du Haut-Atlas, construisirent de nombreux palais et édifices religieux marqués par une sobriété grandiose et monumentale, comme la célèbre mosquée Koutoubia bâtie sur les ruines d'un palais almoravide, et sœur jumelle de la Giralda de Séville et de la tour Hassan (inachevée) de Rabat.

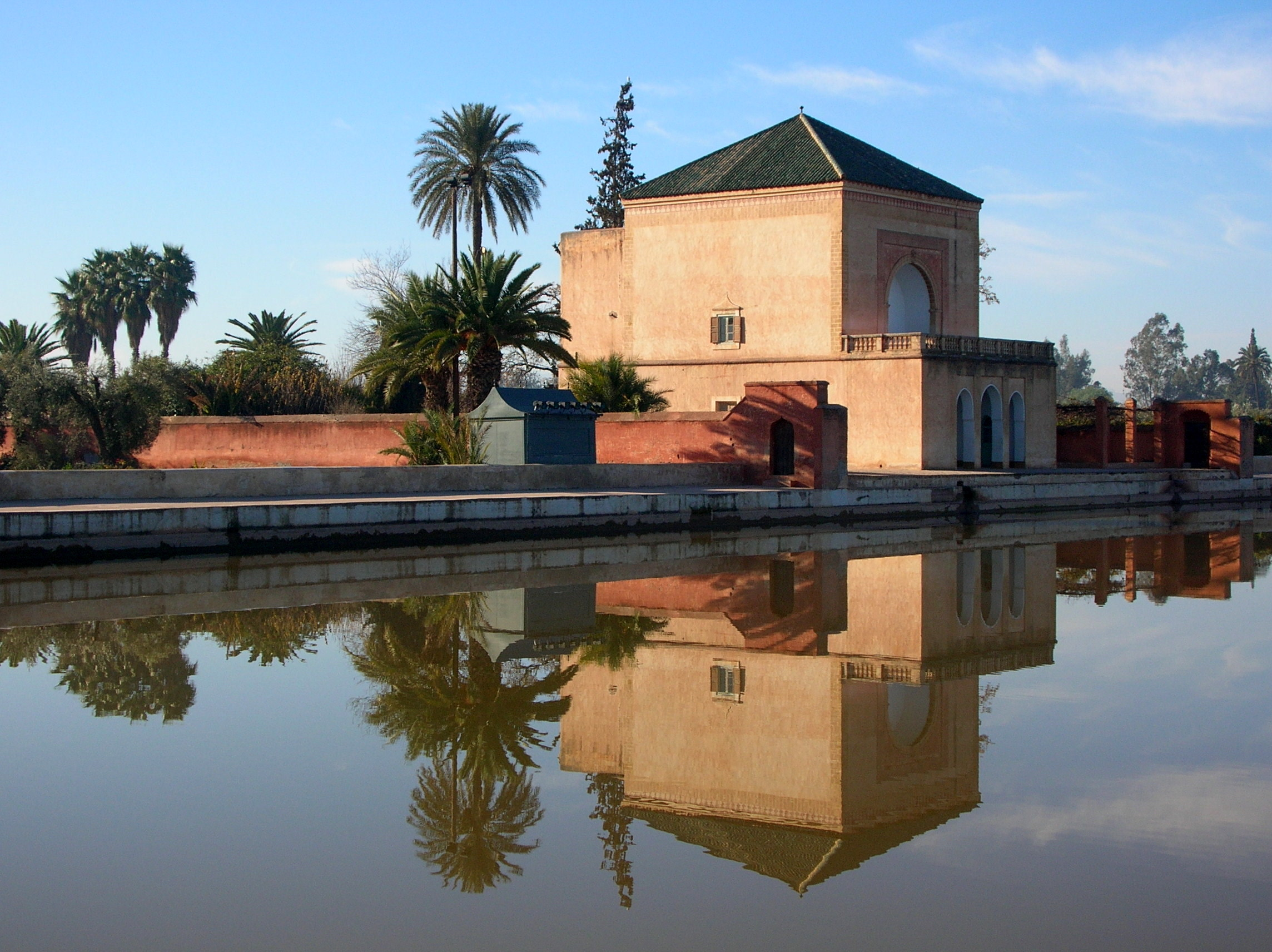
Pavillon principal des jardins de la Ménara.

La Casbah abrita la résidence califale (depuis le règne d'Abd al-Mumin le souverain almohade portait le titre de calife, rivalisant ainsi avec le lointain califat oriental des Abbassides de Bagdad), agrémentée d'un hôpital dans lequel exerça le médecin andalou Ibn Tufayl. De l'ensemble majestueux de la Casbah mansourienne, nommée ainsi d'après le calife Abu Yusuf Yaqub al-Mansur, subsiste encore la superbe porte de Bab Agnaw. Marrakech fut ainsi digne d'abriter la capitale de la puissance majeure de l'Occident musulman médiéval, l'Empire almohade qui englobait toute la région comprise entre Cordoue et Tripoli, de l'Andalousie jusqu'à la Libye. L'ère almohade marqua ainsi une période faste de la puissance marocaine. 
Afin d'alimenter la palmeraie et les grands jardins, un système d'irrigation fut édifié et perfectionné, à l'aide de canaux nommés khettaras. Marrakech, par son rayonnement culturel, attira de nombreux écrivains, intellectuels et artistes venus notamment d'Al-Andalus, dont des mutazilites comme le célèbre Averroès, connu pour avoir abondamment commenté et réinterprété le Logos du philosophe grec Aristote.

### Du déclin mérinide à la renaissance saadienne

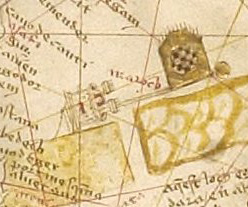
Représentation de la ville de Marrakech (Maroch) sur le portulan de Mecia de Viladestes (cartographie majorquine), 1413

À partir de 1269, Marrakech fut administrée par les Hintata qui prirent leur indépendance sur les derniers califes Almohades. Ces derniers gouvernèrent alors la ville pour le compte des sultans mérinides, qui érigèrent sa grande rivale Fès au rang de capitale impériale. La ville tomba alors dans une certaine léthargie. À partir du XVe siècle, Marrakech gagna son autonomie vis-à-vis des wattassides dont l'autorité de s'étendit plus au-delà de l'Oum Errabiâ tandis que dans les plaines atlantiques, le Portugal étendit son influence et assiègea même Marrakech en 1515.
Au début du XVIe siècle, Marrakech devint la capitale de l'Empire saadien. Elle renoua rapidement avec son apogée, en particulier sous le règne des sultans Mohammed al-Qaim, Abdallah el-Ghalib et surtout celui d'Ahmed al-Mansur Saadi, très influencé par la civilisation ottomane après ses années d'exil à Constantinople. Grâce à la fortune amassée à la suite de la conquête de Tombouctou et de l'empire Songhaï, Marrakech fut embellie, les monuments restaurés et de somptueux palais édifiés. Le palais El Badi bâti par Ahmed al-Mansur, était une réplique de l'Alhambra de Grenade, réalisée avec les matériaux les plus précieux provenant des trois continents de l'Ancien Monde (marbre d'Italie, granite d'Irlande, or d'Afrique de l'Ouest, porphyre des Indes, jade de Chine, etc), doté de 360 pièces et de 100 fontaines. El Badi frappa également les contemporains par sa Kubbat al Jujjaj, sa « coupole de verre » réalisée en cristal translucide, et autres singularités techniques qui évoquent la Maison dorée de Néron à Rome. Mais tous les éléments décoratifs vont par la suite disparaître, démantelés sur ordre du sultan Moulay Ismail vers 1695 pour être réemployés dans les grands palais impériaux de Meknès.
El Badi était avant tout destiné aux réceptions fastueuses offertes aux ambassades de l'Espagne des Habsbourgs, de l'Angleterre élisabéthaine, de la France d'Henri IV, et de la Sérénissime République vénitienne, qui reconnaissaient le califat saadien comme une puissance incontournable qui s'étendait de la mer Méditerranée jusqu'au fleuve Niger, et de l'océan Atlantique jusqu'aux confins du Fezzan et du Tchad, incluant le Mali actuel et ses riches gisements d'or. Sous le règne de la dynastie saadienne, Marrakech retrouva ainsi son rôle de grand terminus caravanier grâce aux pistes venant du Soudan marocain et qui n'étaient pas contrôlées par les Turcs d'Alger.

### Destin de la ville sous la dynastie alaouite et à l'époque contemporaine

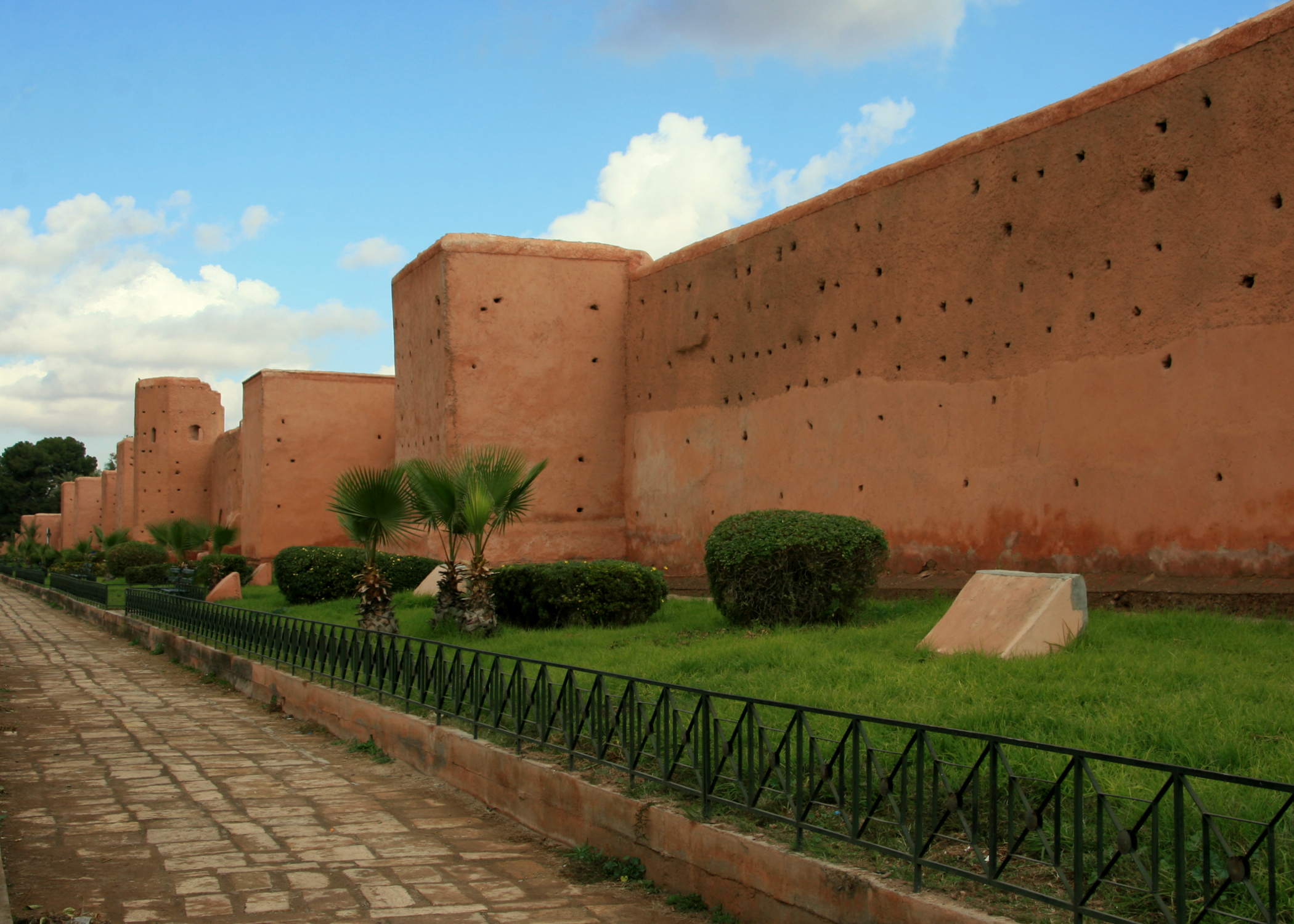
Les remparts de Marrakech.

À la fin du XVIIe siècle, la dynastie alaouite succéda aux Saadiens. Le trône fut successivement transféré à Fès puis à Meknès, nouvelle capitale de l'Empire chérifien avec le sultan Moulay Ismail qui restaura la puissance marocaine. Le sultan Mohammed III (1757-1790) choisit la ville comme lieu de résidence principale, en raison de la proximité du port de Mogador (actuelle ville d'Essaouira) qu'il faisait édifier sur les plans de l'architecte français Théodore Cornut. C'est en outre à Marrakech que fut conclu en 1787 le premier traité d'amitié entre le Maroc et les États-Unis nouvellement indépendants. En 1792, Marrakech devint la capitale d'un fils de Mohammed III, Moulay Hicham, qui se fit reconnaître comme sultan par cette partie du pays, tandis que son frère Moulay Sulayman était reconnu sultan légitime à Fès par les oulémas et par les provinces au nord du fleuve Oum Errabiaa. Il s'ensuivit une guerre entre les deux sultans rivaux, qui s'acheva par la défaite de Hicham en 1796, malgré le soutien de l'Espagne de Charles IV qui s'immisçait dans les affaires internes marocaines. Marrakech fut reconquise par Sulayman en 1797 et la ville réintégra le territoire du makhzen central chérifien.
Au début du XXe siècle, Marrakech connut plusieurs années de troubles. Après la mort du grand vizir Ba Ahmed en 1900, véritable régent de l'Empire chérifien durant la minorité du jeune sultan Abd al-Aziz successeur de Hassan Ier, le pays était en proie à l'anomie, aux révoltes tribales, aux complots des grands féodaux, sans compter les intrigues européennes. En 1907, Moulay Abd al-Hafid, khalifa (représentant du makhzen) à Marrakech fut proclamé sultan par les puissantes tribus du Haut-Atlas et par certains oulémas qui niaient la légitimité de son frère Abd al-Aziz. C'est également en 1907 que fut assassiné un médecin français installé à Marrakech, le docteur Émile Mauchamp, suspecté d'espionnage au profit de son pays. La France saisit cette affaire pour faire pénétrer ses troupes au Maroc, depuis Oujda à l'est et Casablanca à l'ouest.

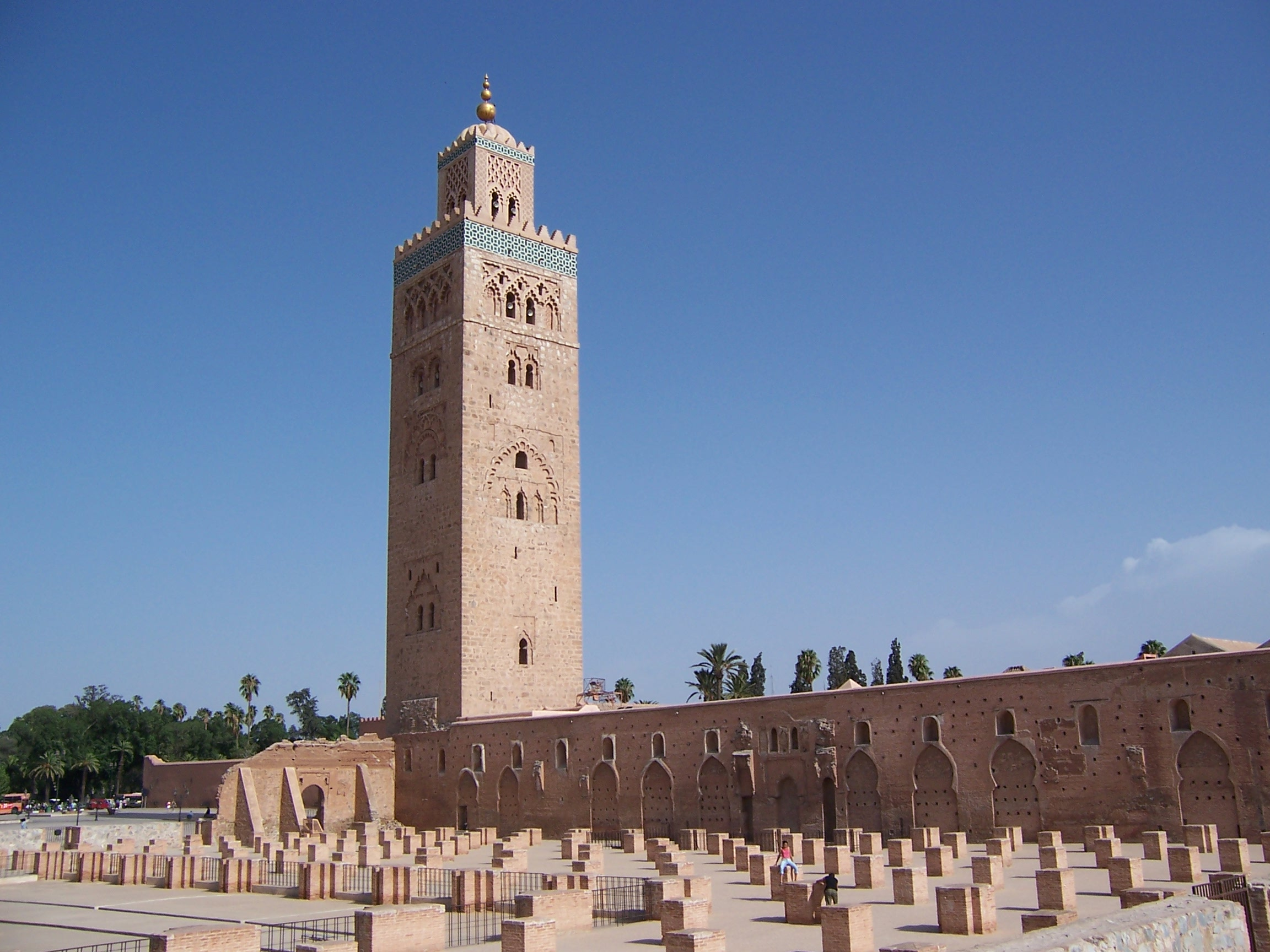
La mosquée Koutoubia.

L'armée coloniale française se heurta néanmoins à une solide résistance animée par Ahmed al-Hiba, un fils du grand cheikh Ma El Aïnin monté de Tiznit où il a été proclamé sultan. Après la bataille de Sidi Bou Othmane, qui vit la victoire de la colonne Mangin sur les forces d'al-Hiba (septembre 1912), les Français s'emparèrent de Marrakech qui entra ainsi dans le protectorat français du Maroc instauré en 1912. La conquête avait été facilitée par le ralliement des tribus Imzwarn et de leurs chefs appartenant à la puissante famille des Glaouis, considérée comme l'une des grandes lignées aristocratiques de la région.
L'un d'entre eux, Thami El Glaoui, devint célèbre en accédant au poste de pacha de Marrakech, nommé par le sultan Moulay Youssef avec l'aval du maréchal Lyautey, résident général de France au Maroc. El Glaoui occupera cette fonction durant toute la durée du protectorat (quarante-quatre ans). Le pacha s'illustra par sa collaboration avec les autorités françaises, qui trouva son point d'orgue avec le complot visant à détrôner Sidi Mohammed Ben Youssef (Mohammed V) pour le remplacer par le cousin du sultan légitime, Mohammed ben Arafa surnommé le « sultan fantoche » et désigné par le résident général Augustin Guillaume. Thami El Glaoui, déjà réputé pour ses fréquentations prestigieuses (notamment l'amitié de Winston Churchill) et son train de vie fastueux, digne d'un véritable monarque, devint ainsi un symbole marquant de l'ordre colonial au Maroc. Il ne put néanmoins s'opposer à la montée en puissance du sentiment nationaliste, ni à l'hostilité d'une part croissante de la population. Il ne put non plus s'opposer aux pressions de la France, qui consentit à se défaire de son protectorat marocain en raison du désastre de la guerre d'Indochine et du début de la guerre d'Algérie. Après deux exils successifs (en Corse puis à Madagascar), Sidi Mohammed Ben Youssef fut autorisé à rentrer au Maroc en novembre 1955, et ce retour signa la fin du règne despotique du Glaoui sur son fief de Marrakech, actant ainsi l'accession du pays à l'indépendance.
À partir des années 1960-1970, Marrakech devient une destination de la jet-set occidentale, notamment sous l'impulsion de plusieurs personnalités comme Yves Saint Laurent. Depuis le début du millénaire, Marrakech s'impose comme la capitale incontestée du tourisme au Maroc, la ville rouge accueillant en 2019 près de tris millions de visiteurs pour un total de 8,3 millions de nuitées. En 2020, la ville paie néanmoins un lourd tribut lors de l'épidémie de Covid-19. D'un point de vue économique, la pandémie met un coup d'arrêt à l'industrie touristique, moteur économique de la ville. Ensuite, d'un point de vue sanitaire, Marrakech est avec Casablanca une des villes les plus lourdement touchées par la propagation du virus et la ville est régulièrement la cible de mesures de quarantaine et de blocus ciblés de quartiers.
Dans la nuit du 8 au 9 septembre 2023, la région subit un séisme de magnitude 6,8 sur l'échelle de Richter. Marrakech est partiellement touchée, et la catastrophe cause plus de 3 000 victimes, essentiellement dans les villages des vallées du Haut-Atlas.

## Géographie

### Topographie

Photographie colorisée du pont almoravide sur l'oued Tensift (années 1920).

Marrakech est situé dans le centre-sud du Maroc. Il est le chef-lieu de la plaine du Haouz, et de loin sa principale agglomération. La médina a été bâtie sur la rive gauche de l'oued Issil, à cinq kilomètres au sud de son point de confluence avec l'oued Tensift. Bâtie à une altitude moyenne de 450 mètres, Marrakech est une ville au relief essentiellement plat. Seul le Jbel Gueliz, colline de grès d'une altitude de cinquante-cinq mètres, et ses séquelles au nord (Koudiat El Abid), viennent rompre la monotonie de la plaine. Au-delà du Tensift, les Jbilet forment des collines arides de couleur grise. Ils marquent la limite entre la plaine du Haouz et le pays Rehamna. Mais c'est surtout au Haut-Atlas, dont les sommets enneigés en hiver sont bien visibles depuis la ville ocre, que Marrakech et son arrière-pays doivent leur richesse. Sans cette barrière montagneuse, dont les premiers contreforts ne sont qu'à vingt-cinq kilomètres des limites de la ville et dont le point culminant, le Djebel Toubkal (4 167 m) à une soixantaine de kilomètres, la plaine du Haouz ne serait qu'une meseta stérile.
Jusque dans les années 2000, la limite nord de l'agglomération de Marrakech était le cours du Tensift, le long duquel s'étendent des palmeraies et des jardins horticoles vivriers nourrissant d'importants douars périurbains comme El Azzouzia et Ouahat Sidi Brahim. Avec la construction du Grand Stade de Marrakech et surtout celle de Tamansourt, ville nouvelle située au-delà du fleuve, l'agglomération de Marrakech étend ses limites également vers le nord.

### Climat
La ville est sujette à un climat méditerranéen semi-aride (classification de Köppen). La température moyenne annuelle est de 20 °C. La moyenne des précipitations est de 281 mm par an, soit moins que la zone climatique méditerranéenne (400 mm par an). Le climat de Marrakech peut être apparenté à celui que l'on trouve en Californie intérieure ; on peut parler de climat méditerranéen atténué par la proximité du désert. Le climat varie énormément d'une année à l'autre ; en effet si certaines années la ville peut recevoir 500 mm de précipitations (climat méditerranéen), elle peut d'autres années ne recevoir qu'une petite centaine de millimètres d'eau. À Marrakech, les hivers sont souvent froid la nuit et le matin (5 °C environ, parfois −2 °C ; record de −6 °C). Les étés, quant à eux, sont souvent torrides, avec des températures moyennes de 28 °C. En journée, il n'est pas rare que le mercure dépasse la barre des 40 °C. Le record de chaleur a été observé le 17 juillet 2012 avec 49,6 °C,.
Les orages éclatent la plupart du temps vers les mois d'octobre et novembre, car un vent humide et assez rare, le Herrûrco, apparaît en automne, pour y apporter des pluies et orages. Quant à l'hiver, il est assez humide et il n'est pas rare qu'il pleuve plusieurs jours de suite. Les montagnes de l'Atlas qui cernent la ville sont enneigées de novembre à mai en moyenne, offrant un magnifique paysage aux portes de Marrakech. L'ensoleillement annuel y est d'environ 280 jours.
| Mois                                | jan. | fév. | mars | avril | mai  | juin | jui. | août | sep. | oct. | nov. | déc. | année |
| ----------------------------------- | ---- | ---- | ---- | ----- | ---- | ---- | ---- | ---- | ---- | ---- | ---- | ---- | ----- |
| Température minimale moyenne (°C)   | 5,9  | 7,6  | 9,4  | 11    | 13,8 | 16,3 | 19,9 | 20,1 | 18,2 | 14,7 | 10,4 | 6,5  | 13,8  |
| Température moyenne (°C)            | 12,2 | 13,8 | 15,8 | 17,3  | 20,6 | 23,8 | 28,3 | 28,3 | 25,3 | 21,1 | 16,3 | 12,6 | 20,5  |
| Température maximale moyenne (°C)   | 18,4 | 19,9 | 22,3 | 23,7  | 27,5 | 31,3 | 36,8 | 36,5 | 32,5 | 27,5 | 22,2 | 18,7 | 27,9  |
| Précipitations (mm)                 | 32,2 | 37,9 | 37,8 | 38,8  | 23,7 | 4,5  | 1,2  | 3,4  | 5,9  | 23,9 | 40,6 | 31,4 | 281,3 |
| Nombre de jours avec précipitations | 7,6  | 6,8  | 7,5  | 7,7   | 4,8  | 1,2  | 0,6  | 1,2  | 2,8  | 5,5  | 6,6  | 6,5  |       |

| Mois              | J  | F  | M  | A  | M  | J  | J  | A  | S  | O  | N  | D  |
| ----------------- | -- | -- | -- | -- | -- | -- | -- | -- | -- | -- | -- | -- |
| Record de chaleur | 33 | 34 | 37 | 42 | 46 | 47 | 49 | 48 | 46 | 43 | 39 | 34 |
| Record de froid   | -6 | -2 | 4  | 5  | 7  | 9  | 14 | 15 | 10 | 6  | 4  | -2 |

## Urbanisme

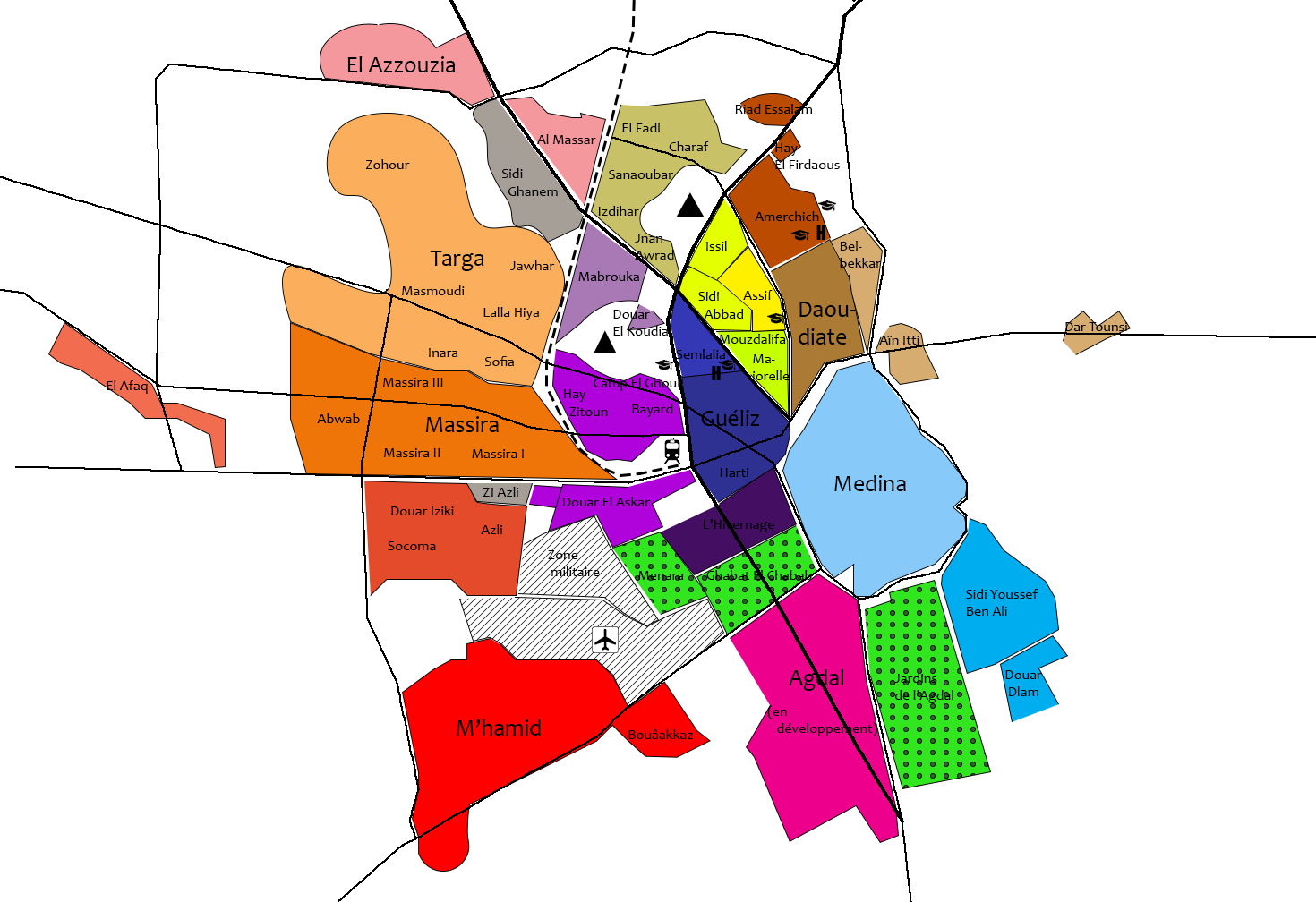
Carte représentant les différents quartiers de Marrakech

Marrakech compte 928 850 habitants d'après le recensement de 2014, répartis sur une superficie de 230 km2. La densité de population atteint les 350 habitants à l'hectare dans la Médina. C'est la quatrième plus grande ville du Maroc après Casablanca, Fès et Tanger. La ville est divisée en deux parties distinctes : la ville historique (dix kilomètres d'enceinte) et la ville nouvelle dont les quartiers principaux s'appellent Guéliz, L'Hivernage (qui concentre de nombreux complexes hôteliers), Douar el Askar, Sidi Youssef Ben Ali, M'hamid, et Daoudiate. Le Guéliz constitue aujourd'hui le centre-ville commercial. Il fut fondé par les Français lors du protectorat français au Maroc. Depuis quelques années, la ville s'agrandit en périphérie, notamment à l'ouest avec l'apparition de nouveaux quartiers résidentiels comme pour le secteur de Targa ou l'extension de l'avenue Mohammed VI, ou au nord Tamansourt.

### La Médina

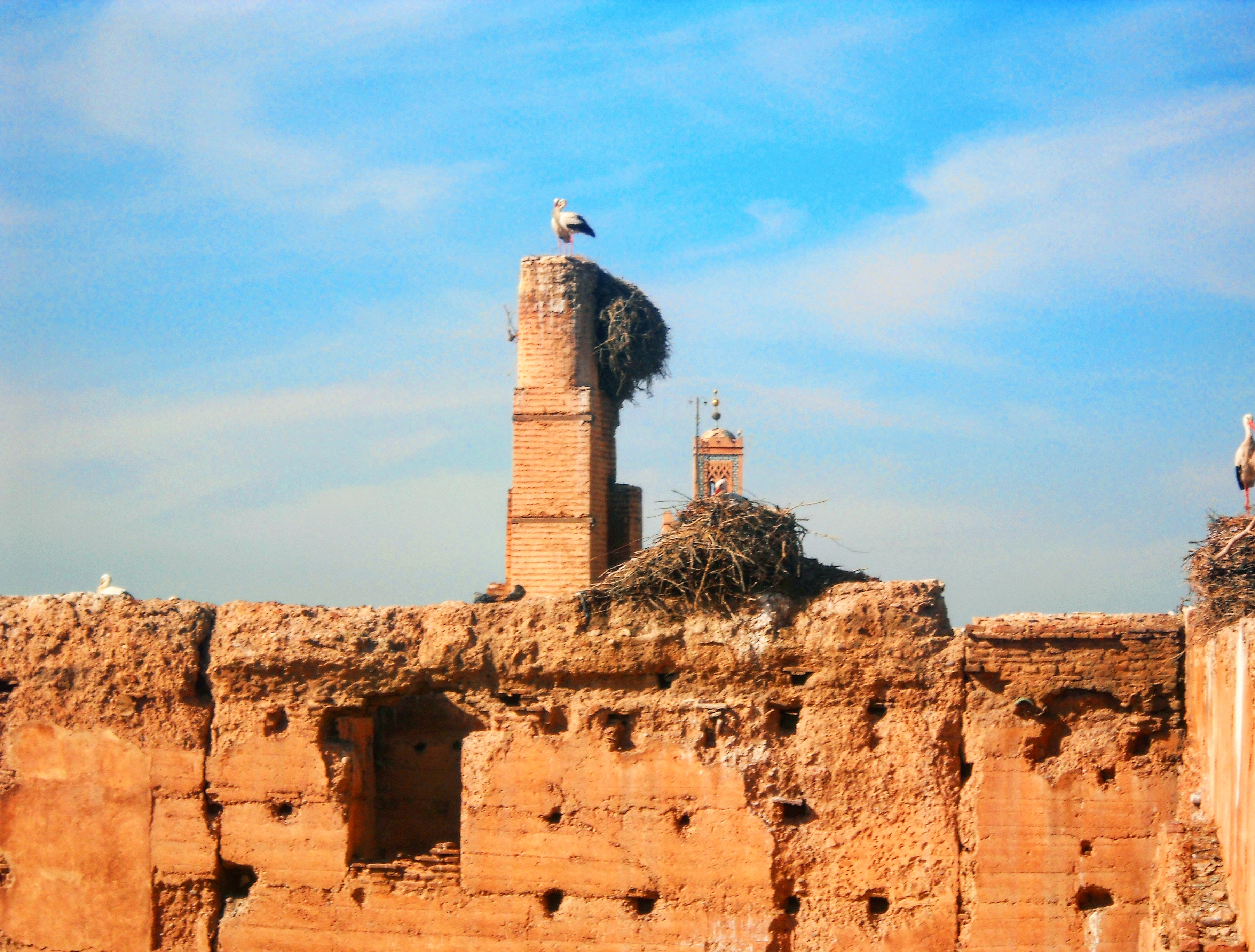
Remparts de la médina de Marrakech

La médina de Marrakech constitue le centre névralgique et le cœur historique de la ville de Marrakech. S'étendant sur une superficie globale de 600 hectares, elle est une des plus vastes médinas du Maroc et la plus peuplée d'Afrique du Nord. Son raffinement et sa spécificité urbanistique découlent directement de la virginité totale du terrain sur lequel elle fut érigée au XIe siècle. Articulée autour d'un campement militaire, le Qsar El Hajar, et d'un marché, elle fut augmentée d'une kasbah au XIIe siècle afin de la protéger des assauts répétés des tribus berbères de la plaine du Haouz, contribuant ainsi à asseoir durablement l'hégémonie Almoravide. Les célèbres remparts de la vieille ville de Marrakech subirent d'importantes modifications au gré des dynasties. Ainsi, ils furent à de maintes reprises percés de nouvelles portes (Bab en arabe). Aujourd'hui, la hauteur des murailles oscille entre huit et dix mètres et elles s'étendent sur une distance totale dépassant les dix-neuf kilomètres. La médina est inscrite sur la liste du patrimoine mondial de l'Unesco depuis 1985.
Le récent engouement pour les riads, ces maisons traditionnelles marocaines articulées autour d'une cour centrale, a généré de profondes transformations sociologiques au sein de la médina de Marrakech, où le prix du mètre carré a atteint des sommets. Ainsi, un nombre non négligeable et croissant de modestes ménages marrakchis se voit poussé par la spéculation à « s'exiler » en dehors des remparts. D'autre part, on observe un phénomène de densification de l'habitat au sein de la médina. Cependant, on est loin d'assister à une muséification de la médina, tant s'en faut. En réalité, le succès touristique croissant de Marrakech a durablement revigoré la médina en attirant de nombreux jeunes au sein de ses dédales. Ainsi, il semblerait que plus de 40 000 artisans y travaillent. Ces derniers sont répartis dans les différents quartiers thématiques organisant géographiquement la médina.

#### Le mellah
Le mellah, dans le sud est de la médina, fut et demeure aujourd'hui encore dans une bien moindre mesure le quartier juif de Marrakech. Loin d'être un ghetto dans le sens strict du terme, le mellah regroupait certains corps de métiers qui au fil et à mesure de l'histoire de Marrakech, devinrent des spécialités de cette communauté (le métier de tisserand fut un exemple de ce phénomène). Il figure le plus grand des mellahs du Maroc et fut fondé en 1558 sous le règne de Moulay Abdellah[Qui ?] à proximité du palais, ce qui permit, comme ce fut le cas à Fès par exemple, au sultan de séparer les Juifs du reste des habitants pour tenter de mieux les protéger du fanatisme de la population musulmane encouragée à l'époque par les Almohades, après notamment le massacre de la communauté juive de la ville, en 1232,. « Du XVIe au XXe siècle, l’histoire du mellah de Marrakech reflète plus ou moins l’histoire des autres mellahs du Maroc. Au gré des aléas économiques, des maladies et fléaux (peste entre autres), des troubles religieux (avec son lot d’exactions, d’exécutions, de pogroms, etc.), le mellah se développa ».

Marchands de sel dans le mellah de Marrakech, 1929

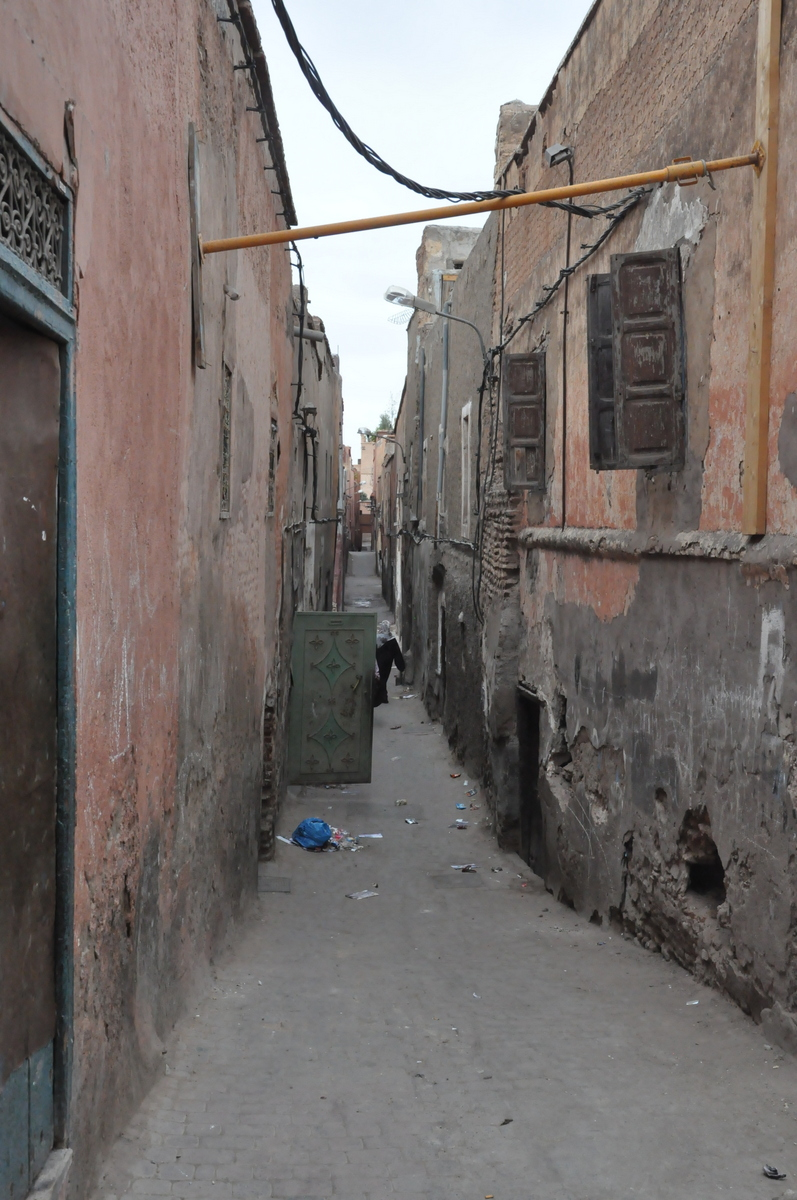
Ruelle du mellah en 2015

Le mellah s'est peu à peu vidé de ses séculaires habitants juifs, après la création de l'État d'Israël en 1948 et l'indépendance du Maroc de la France en 1956, au moment de la politique d'arabisation menée par Hassan II.
Rebaptisé Essalam (« la paix » en arabe) dans les années 1990, il a repris début 2017 son nom originel El Mellah, sur instruction de Mohammed VI, pour « préserver la mémoire historique des lieux » et favoriser son tourisme. De nos jours, de rares traces attestent encore la présence juive historique dans la ville car sous l’impulsion de l’actuel roi, d’importants travaux de restauration et de rénovation ont été entrepris à travers le pays pour préserver ou rappeler le patrimoine historique et culturel juif, constituant une partie intégrante de l’histoire du royaume, mais qui lui ont fait perdre une partie de son authenticité. On peut notamment y admirer la synagogue Slat al Azama, « synagogue des expulsés » (d'Espagne) fondée en 1492 par le rabbin espagnol Yitzhak Delouya, encore en activité et dont la partie Talmud Torah (keteb) est devenue un petit musée retraçant l’histoire des Juifs de Marrakech et de sa région.
Pendant sa période faste, Marrakech comptait plus de 50 000 Juifs au recensement de 1947 et pas moins de trente-cinq synagogues, dont deux existent encore aujourd’hui : Slat al Azama et la synagogue Joseph Bitton, route Dar Daou, près du palais Badi, fréquentées par une centaine de fidèles habitant encore la ville,.

#### Les jardins de l'Agdal
Les jardins de l'Agdal jouxtant par le sud le palais royal furent créés dès 1156 selon l'historien officiel de la dynastie almohade par El Haj Ya'is, celui-là même qui fut à l'origine de la prestigieuse mosquée Koutoubia. Le terme aguedal signifiant par ailleurs « jardin » de manière générale chez les Berbères, cette appellation de jardins de l'Aguedal ne s'imposa comme appellation exclusive que vers la fin du XVIIIe siècle. Son existence, mise à mal par le temps est intimement liée à l'astucieuse gestion des ressources hydrauliques qui y est faite. Ainsi, le captage des eaux des nappes souterraines fut dès la fin du XIe siècle assuré par un dense réseau de « khettaras », assisté plus tard par un système de viaducs plus élaboré en provenance de Aghmat, ville située plus au sud en direction de la vallée de l'Ourika. Enfin, le stockage des eaux de pluie était assuré par deux immenses réservoirs dont le plus grand, baptisé Es Sala, servit à l'entraînement des troupes à la natation en vue de la traversée du détroit de Gibraltar.

### Guéliz
Le quartier de Guéliz tire son nom du Djebel Gueliz, massif de grès de faible altitude situé au nord-ouest de l'ancienne médina au nom berbère. Ce fut le premier quartier situé à l'extérieur des remparts, autrefois réservés aux défunts. Articulé autour de l'actuelle avenue Mohammed V, qui joint le square Foucault (Arset El Bilk) au Djebel Gueliz, le quartier de Guéliz concentre la majorité des banques et des boutiques de Marrakech. La poste, située place du 16 novembre, est aussi un bâtiment datant de l'époque protectorale, au même titre que l'ancien marché de Guéliz qui fut récemment déplacé pour céder place au complexe Carré Eden (commercial, résidentiel et hôtelier). L'ensemble du quartier de Guéliz ayant été classé par la wilaya zone immeuble R+ 5.[réf. nécessaire]

### L'Hivernage
Situé à l'ouest de Bab Jdid au sud du Guéliz, dont il est séparé par le quartier tampon du Harti, le quartier de L'Hivernage est un quartier cossu qui compte de nombreuses villas de luxe. Il abrite d'importants complexes hôteliers, parmi lesquels le Sofitel et l'hôtel Es-Saadi. Il est traversé par l'avenue Mohammed-VI le long duquel se trouve le Palais des congrès de Marrakech et le Menara Mall.

### L'ouest de la ville: Massira, Targa et M'hamid
Les banlieues ouest ont progressivement émergé à partir des années 1980 le long de quatre pénétrantes : la route de la Targa, l'avenue El Mouqaouama, la route d'Essaouira et l'avenue Guemassa, aussi connue sous les noms de route d'Agafay ou de route de l'aéroport. Ces trois secteurs relèvent administrativement de l'arrondissement Ménara, qui comptait lors du recensement de 2014 411 100 habitants. Toutes ces banlieues sont à dominante résidentielle, à l'exception de certaines artères commerçantes de Massira.
Ces trois secteurs sont urbanistiquement très différents. Targa est formé par un ensemble de quartiers et de lotissements de standing élevé. Les villas et les pavillons dominent. Massira est un vaste secteur plus hétérogène. Il émerge de manière planifiée au cours des années 1980 et compte plusieurs quartiers de profils socio-urbanistiques variés. Au sud de la route d'Essaouira, trois secteurs gravitent dans l'orbite de Massira : Douar Iziki, Azli et Socoma. Enfin, au-delà de l'Aéroport Marrakech-Ménara se trouve M'hamid, un vaste quartier populaire qui compte plus de 100 000 habitants ayant émergé à partir des années 1990. Au début des années 2020, certains quartiers de M'hamid sont encore en pleine expansion.

### Le nord de la ville
Les quartiers nord de Marrakech se déploient au-delà de l'avenue Moulay Abdallah, aussi connue des Marrakchis sous le nom de route de Safi. Daoudiate, qui émerge dès les années 1960 et 1970, est le quartier populaire le plus emblématique du secteur. Amerchich, situé au nord-ouest de Daoudiate, est le quartier universitaire de la ville. On y trouve les facultés des lettres et des sciences humaines de l'université Cadi Ayyad et de sciences juridiques. On y trouve aussi plusieurs hôpitaux du CHU Mohammed-VI, en particulier l'hôpital Ibn Nafis et l'hôpital Arrazi. Entre les avenues Allal El Fassi et Moulay Abdallah, plusieurs quartiers sont dominés par les maisons mitoyennes des classes moyennes de la ville : Sidi Abbad, Assif, Issil et Aouatif. À l'extrémité sud de ce périmètre se trouve le célèbre et luxuriant Jardin Majorelle, attraction touristique majeure de la ville. Enfin, au-delà de la route de Casablanca, de nouveaux quartiers apparus depuis 2005 se déploient, où se mêlent immeubles résidentiels et pavillons. L'épicentre commercial du nord de la ville se situe le long de l'avenue Allal El Fassi et l'avenue Palestine.

### Sidi Youssef Ben Ali
Sidi Youssef Ben Ali est l'une des deux communes urbaines de la préfecture de Sidi Youssef Ben Ali. Situé au sud-est de l'agglomération de Marrakech, dans le prolongement de Bab Aghmat et de son cimetière, il est enserré par les Jardins de l'Agdal à l'ouest et le lit de l'oued Issil à l'est.
En 1994, avec une densité de 63 354 habitants par kilomètre carré (196 396 habitants dans une superficie de 3,1 km2), c'était le quartier le plus dense de Marrakech. Couramment appelé Sidi Youssef, Sidi Youssef Ben Ali est l'un des quartiers les plus démunis de la ville. Le stade Sidi Youssef Ben Ali où s'entraine l'Olympique de Marrakech y est situé.

### Zone industrielle de Sidi Ghanem
Initialement conçu pour accueillir des projets industriels sur une superficie de plus de cent-trente hectares, Sidi Ghanem est devenu un quartier hybride abritant plus de cinq-cents entreprises. L'incubateur EBF (Emerging Business Factory) a révélé la grande variété des types d'entreprises dont regorge dorénavant le quartier en plus de ses habitations improvisées et de ses snacks, restaurants et autres lieux l'éloignant de la caractéristique purement industrielle.
Dans le domaine industriel, on peut compter entre autres de grosses pointures et champions régionaux comme S.I.T.I., leader international en valorisation de thés premium (plus de 80% du marché international), IKS, avec notamment sa grande et célèbre marque Petit Bateau ou encore Cartier Saada, première société cotée en bourse dans la région.
En commerce, le quartier offre une grande palette de magasins, d'artisans et de showrooms, l'évolution de ces derniers ont fait de Sidi Ghanem un lieu incontournable de shopping, prisé des touristes. Le quartiers abrite même quelques restaurants reconnus.
Le quartier est le premier en Afrique du Nord à avoir été modélisé en visite 3D aérienne.

### La palmeraie

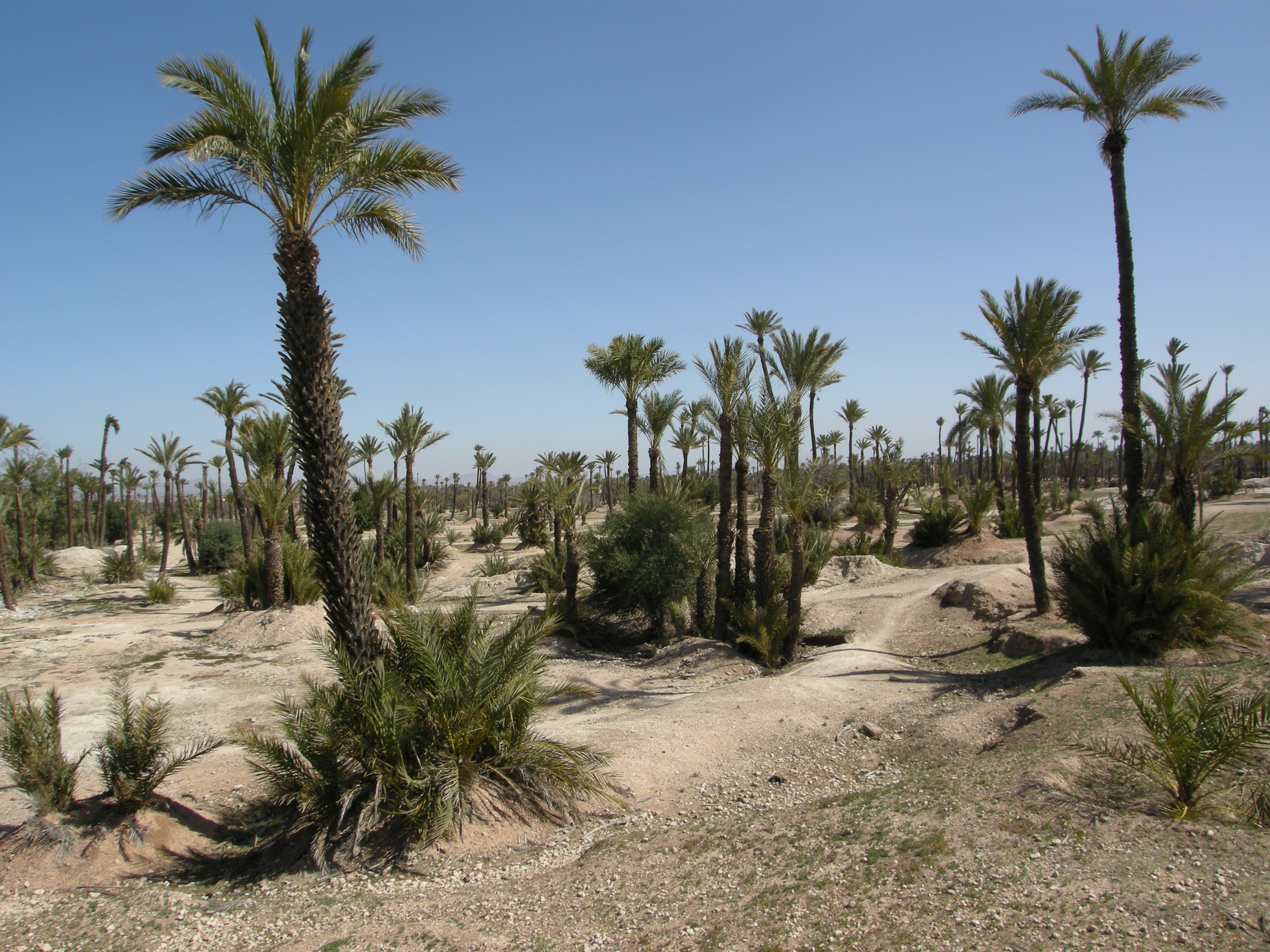
La palmeraie de Marrakech.

La palmeraie de Marrakech se déploie au-delà de l'oued Issil. Plantée dès l'époque almoravide, elle est irriguée par un réseau de khettaras, rigoles souterraines artificielles drainant l'eau provenant de la fonte des neiges du Haut-Atlas. Depuis la fin du XXe siècle, la palmeraie est investie par de nombreux expatriés et fortunes casablancaises, qui y ont bâti des villas luxueuses. Le circuit de la palmeraie est un itinéraire classique des touristes se rendant à Marrakech.

## Politique et administration

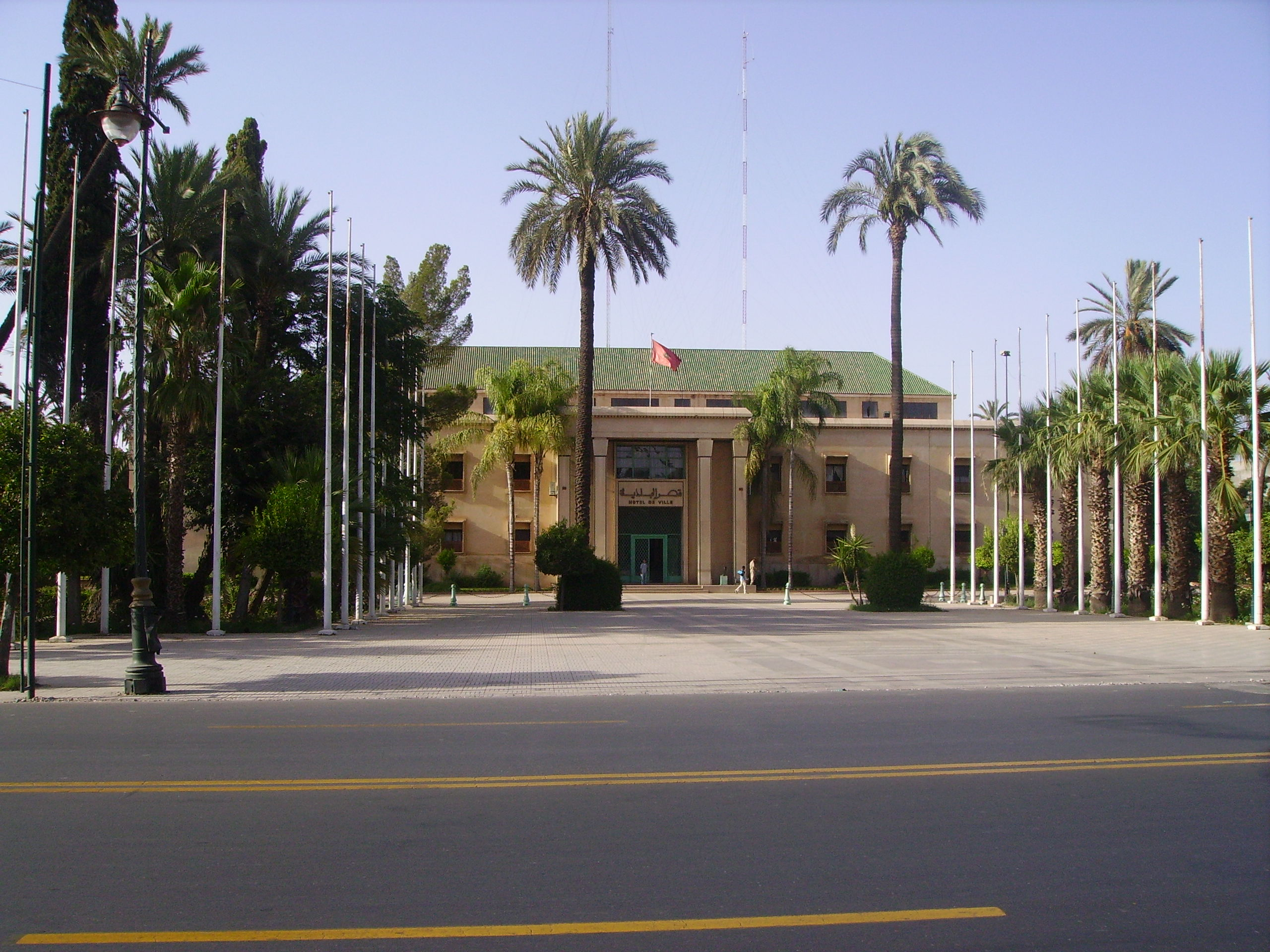
L'hôtel de ville de Marrakech, aux abords de l'avenue Mohammed.

### Circonscriptions administratives
L'agglomération urbaine de Marrakech dépasse les limites administratives de la commune, des quartiers périphériques et des douars périurbains se situant dans les communes limitrophes de Saâda (à l'ouest), Tassoultante (au sud), Harbil (au nord-ouest, où se trouve la ville nouvelle de Tamansourt) et de Ouahat Sidi Brahim (au nord).
La Commune de Marrakech dispose de cinq arrondissements :
1. Ennakhil
2. Guéliz
3. Marrakech-Médina
4. Ménara
5. Sidi Youssef Ben Ali

### Politique
Historiquement, Marrakech est la capitale du sud marocain. Même si la dynastie alaouite préférait jusqu'à l'instauration du protectorat en 1912 établir sa capitale à Fès et Meknès, le khalifa (délégué) du sultan est souvent nommé gouverneur de Marrakech, preuve du caractère stratégique que joue la ville comme relais de l'autorité royale dans le sud du pays. La montée en puissance des grands caïds de la région de Marrakech à la fin du XIXe siècle (Glaoui, Goundafi, Mtougui) est à la fois un symptôme et un catalyseur des maux dont souffre la dynastie à cette époque. Pendant la période du protectorat, la fidélité du pacha de la ville, Thami El Glaoui, à la résidence générale de France à Rabat est un élément clé dans le contrôle de l'arrière-pays de Marrakech.
Depuis l'indépendance, Marrakech apparaît comme une ville plutôt peu politisée. Longtemps la ville a été considérée comme un bastion de l'Istiqlal. Mohamed Louafa et M'hamed El Khalifa ont débuté leur carrière politique à Marrakech. Néanmoins, la ville n'a pas produit autant de cadres de l'Istiqlal que Fès, fief historique du parti de l'indépendance. L'implantation de l'Istiqlal n'a par ailleurs pas résisté au recul généralisé du parti dans les années 2000 et 2010. Jusqu'en 2003, Marrakech était gérée dans le cadre de l'administration déconcentrée par le wali, le pacha (adjoint du wali) et le gouverneur de la préfecture de Marrakech. De 1994 à 2003, le poste de gouverneur de la préfecture de Marrakech était occupé par Moulay Mamoun Boufares, cousin germain du roi Hassan II et père d'Oum Kalthoum Boufares, épouse de Moulay Rachid.
Dans le cadre des réformes démocratiques du début du règne de Mohammed VI, Marrakech et d'autres villes du Maroc se voient dotées d'un maire élu par le conseil communal de la ville. Au terme des élections communales de 2003, Omar Jazouli est désigné maire de la ville. Issu des rangs de l'union constitutionnelle, un parti dit « d'administration », il constribue à asseoir le statut de capitale touristique du pays en favorisant l'acquisition de riads touristiques par des étrangers en médina. Son mandat est néanmoins entaché par d'importantes affaires de corruption, pour lesquels il est condamné en 2012 à rembourser 11,6 millions de dirham. En 2009, Fatima-Zahra Mansouri est élue maire. Fille de l'ancien pacha de la ville, avocate de profession, elle est désignée au terme d'une élection litigieuse, le parti authenticité et modernité dont elle est issue étant accusé de fraudes électorales. Elle conserve son poste jusqu'en 2015. À la suite des élections communales de 2015, un maire issu des rangs du PJD, Mohamed Larbi Belcaid, est désigné maire. Sous son mandat, Marrakech accueille la COP 22 pour le climat. En 2021, Fatima-Zahra Mansouri redevient maire.

#### Liste des maires
| Période   | Maire | Maire                 | Parti | Parti | Période                                      |
| --------- | ----- | --------------------- | ----- | ----- | -------------------------------------------- |
| 2003-2009 |       | Omar Jazouli          |       | UC    | Député de Marrakech                          |
| 2009-2015 |       | Fatima-Zahra Mansouri |       | PAM   | Avocate Députée de Medina-Sidi Youssef       |
| 2015-2021 |       | Mohamed Larbi Belcaid |       | PJD   | Professeur de mathématiques Député de Menara |
| 2021-     |       | Fatima-Zahra Mansouri |       | PAM   | Avocate Députée de Medina-Sidi Youssef       |

### Jumelages et accords de coopération
- Jumelages :
  -  Séville (Espagne)
  -  Marseille (France) depuis le 18 mai 2004[réf. nécessaire]
  -  Ningbo (Chine) depuis le 17 avril 2006
  -  Suzhou (Chine) depuis le 17 avril 2006
  -  Scottsdale (États-Unis) depuis 2008
  -  Sousse (Tunisie) depuis 1982
  -  Tombouctou (Mali)

- Accords de coopération :
  -  Tours (France) depuis 2003
  -  Ouagadougou (Burkina Faso) depuis 2005.

## Éducation
L'éducation est essentielle au développement de Marrakech en tant que centre culturel, économique et touristique du Maroc. La ville propose une variété d'établissements d'enseignement allant des écoles primaires et secondaires aux écoles supérieures. Le système éducatif du Maroc combine les normes nationales avec des programmes d'études internationaux pour répondre aux besoins d'une population internationale.
De nombreuses écoles réputées, tant dans le secteur public que privé, font partie du paysage éducatif de Marrakech. L'École américaine de Marrakech est l'une des écoles internationales qui offre un curriculum basé sur le curriculum américain, tandis que l'École Française de Marrakech suit le système éducatif français. Le programme éducatif de l'École britannique de Marrakech est basé sur le programme britannique, tandis que l'École espagnole de Marrakech offre un programme éducatif en espagnol. Ces écoles internationales offrent aux étudiants une éducation multilingue et multiculturelle tout en les préparant à des opportunités d'études à l'étranger.
En ce qui concerne l'éducation supérieure, Marrakech possède un certain nombre d'établissements universitaires et d'écoles supérieures prestigieux. L'une des principales universités de la ville est l'université Cadi Ayyad. Elle a été fondée en 1978 et a plusieurs campus à travers Marrakech. Elle propose une variété de programmes académiques. La faculté des sciences, la faculté des lettres et des sciences humaines, la faculté de droit, d'économie et de gestion et la faculté des sciences Semlalia, qui se concentre sur les sciences naturelles et les sciences de la vie, font partie de l'université Cadi Ayyad.
À Marrakech, il y a d'autres institutions d'enseignement supérieur telles que l'École nationale des sciences appliquées de Marrakech (ENSA Marrakech), qui est connue pour son excellence dans les sciences appliquées et la technologie. Elle offre des programmes de formation avancée en génie électrique, informatique, civil et mécanique.
En plus des établissements officiels, Marrakech propose également des possibilités d'éducation non officielle et de formation continue. Le Centre Culturel Atlas Golf Marrakech est un exemple de centre culturel dans la ville qui encourage la sensibilisation culturelle en organisant des ateliers, des conférences et des événements artistiques. Les bibliothèques publiques, y compris la Bibliothèque nationale du royaume du Maroc, sont également présentes pour favoriser l'accès aux connaissances et à la littérature.
En général, Marrakech possède une variété d'établissements d'enseignement, allant des écoles primaires aux universités. La ville favorise l'excellence académique, la diversité culturelle et l'ouverture au monde. Les étudiants à Marrakech ont accès à une éducation de haute qualité et à une variété d'opportunités d'apprentissage, contribuant ainsi au développement éducatif et socio-économique de la région.

## Santé

### CHU MohammedVI
Le CHU Mohammed-VI a été créée en vertu d'une loi datant de 2001. Il est associé à la faculté de médecine et de pharmacie de Marrakech de l'université Cadi Ayyad, inauguré deux ans plus tôt en 1999. Le CHU regroupe plusieurs structures hospitalières publiques :
- L'hôpital Ibn Tofaïl : le grand hôpital historique de la ville, inauguré en 1938 situé à la limite entre Guéliz et Semlalia. Il s'agit d'un hôpital multi-spécialités comportant un service d'urgence et un plateau de chirurgie. Sa capacité est de 409 lits[49].
- L'hôpital Arrazi : le nouvel hôpital généraliste de Marrakech, situé à Amerchich dans le nord de la ville. Inauguré progressivement entre 2008 et 2010, il bénéficie d'équipements plus modernes que son prédécesseur. Sa capacité est de 587 lits[50].
- L'hôpital Ibn Nafis, situé non loin de l'hôpital Arrazi, il est consacré à la prise en charge des maladies psychiatriques. Sa capacité d'accueil est de 220 lits.
- L'hôpital mère-enfant : adossé à l'hôpital Arrazi, il comporte une importante maternité ainsi qu'un service de pédiatrie. Sa capacité est de 274 lits.
- Le centre d'oncologie et d'hématologie : également adossé à l'hôpital Arrazi, sa capacité est de 86 lits.

### Autres hôpitaux publics
Parmi les autres structures hospitalières publiques, il convient d'évoquer les deux hôpitaux de la médina :
- L'hôpital Ibn Zohr : l'autre hôpital historique de la ville, créé en 1913. Voisin de la Mamounia, il a été consacré en 2020 à la prise en charge des patients atteints du Covid-19, non sans difficulté du fait de la faible capacité d'accueil et de la vétusté de l'hôpital[51].
- L'hôpital El Antaki, situé non loin de Bab El Khemis, au nord de la médina. Il est consacré à la prise en charge des maladies ORL et ophtalmiques.
- L'hôpital militaire Avicenne : structure hospitalière (douze ha) et dispose de 207 lits, d'un plateau médico-technique, de services de soins et d'hospitalisation, de services techniques et d'autres dépendances.

### Structures privées
Comme dans de nombreuses villes du pays, Marrakech est témoin d'un essor toujours plus rapide des cliniques privées. Celles-ci pallient les faiblesses d'un secteur public surchargé, sous-dimensionné et aux prestations médiocres. Parmi les cliniques de la ville, on peut citer les établissements suivants : les cliniques L'Aéroport, Avicenne, Bab Doukkala, Chifa, Dalil, l'Oasis, Ibn Rochd, Ibn Tofail, Avicenne, Jnane Harti, Le Marrakech, Yasmine, Charaf, Riad Essalam, Al Massira, Errahma, Al Oumouma, Menara ainsi que les polycliniques de la CNSS, du Sud, Koutoubia et les Narcisses. On compte en outre de nombreux centres d'imagerie privés, de cliniques dédiées aux soins et à la chirurgie esthétique et de centres d'hémodialyse.
De nouvelles structures comme la clinique internationale (cent lits), dans le secteur en développement de l'Agdal, se vouent en partie au tourisme médical, en plein essor à Marrakech, qui vise une clientèle subsaharienne et européenne. Enfin, l'hôpital privé de Marrakech (dans le même secteur de l'Agdal) fait office de CHU auprès des étudiants de l'Université privée de Marrakech.

## Transports

### Autoroute
Marrakech est reliée par l'autoroute A3 à la capitale économique du pays, Casablanca, depuis avril 2007. Côté sud, elle est reliée à Agadir par l'autoroute A3 depuis juin 2010. Depuis mars 2011, la ville est reliée par l'autoroute à Chichaoua, en direction d'Essaouira.

### Avion

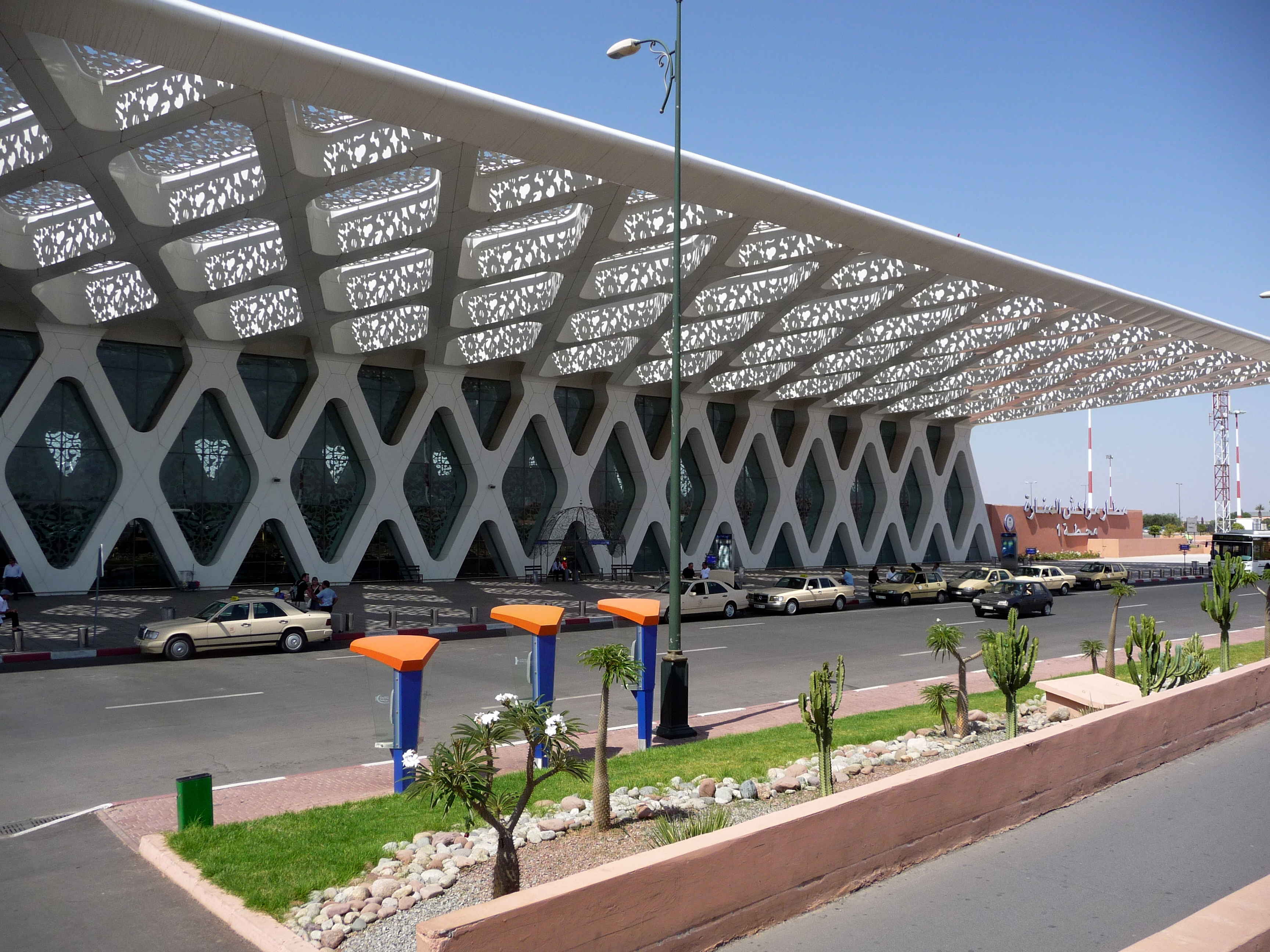
L'aéroport de Marrakech-Ménara.

L'aéroport de Marrakech-Ménara est un des principaux aéroports marocains. Il enregistre plus de quatre millions de passagers chaque année.
Malgré les travaux du terminal 3 portant sa capacité à neuf millions de passagers, et en raison d'un trafic de plus de quatorze millions de passagers prévu pour 2030 et de l'extension urbanistique autour de l'actuel aéroport qui limite son développement, le projet d'une nouvelle « cité aéroportuaire intégrée » est en projet, d'un coût estimé de 4,3 milliards de dirhams et pour lequel les sites de Sidi Zouine et Sidi Bou Othmane sont pressentis.

### Train
La gare de Marrakech est une des principales gares ferroviaires du Maroc. Elle compte plus de trois millions de voyageurs chaque année.

## Économie
L'économie de Marrakech repose essentiellement sur le tourisme, l'agriculture, le commerce et l'artisanat. En 2023, Marrakech a enregistré plus de neuf millions de nuitées, représentant un tiers du total national. Les hôtels quatre et cinq étoiles ont accueilli la majorité des visiteurs, avec respectivement 29% et 28% des nuitées. Cette dynamique a été soutenue par d'importants investissements dans le secteur de l'hébergement touristique, avec 159 projets autorisés, offrant une capacité supplémentaire de 7 850 lits et un investissement total de 538,52 milliards de dirhams (Le360) (marrakech7). L'infrastructure hôtelière a connu ces dernières années une croissance rapide. Le chiffre d'affaires rapporté par le tourisme y connaît une croissance exponentielle, atteignant 105 milliards de dirhams en 2023, une augmentation de 12% par rapport à 2022. Ces recettes confirment la position du tourisme comme l'un des plus grands pourvoyeurs de devises pour le Maroc (MTAESS). Pendant les vingt-trois mois de la pandémie COVID, la ville de Marrakech et sa région ont été l'une des plus affectées justement à cause de la grande dépendance au tourisme, en effet, plus de la moitié de l'inventaire de l'industrie de voyage et d'hospitalité étant détenu par Marrakech.
On recense dix-huit souks à Marrakech, où exercent plus de quarante mille potiers, dinandiers, maroquiniers et autres artisans. Leurs productions traditionnelles sont aujourd'hui concurrencées par des sandales en plastique, des djellabas synthétiques ou de fausses écharpes palestiniennes fabriquées en Inde ou en Chine.
Marrakech est dotée de plusieurs grandes et moyennes surfaces dont Marjane, Acima, Asswak Salam, Carrefour et Carrefour Market, trois centres commerciaux : Al Mazar, Marrakech Plaza, Marjane Square, Carré Eden, Menara Mall.
Les quartiers industriels Sidi Ghanem et Al Massar, regroupent une plateforme logistique importante contenant des usines, des ateliers, des dépôts de stockage et des showrooms.
La ville est desservie par l'aéroport de Marrakech-Ménara, qui est le deuxième plus important aéroport du Maroc. Ce dernier est certifié ISO 9001 par les organisations de certification internationale.
La gare de Marrakech est l'une des plus importantes gares marocaines. Une ligne TGV reliant la ville à Casablanca est à l'étude pour l'horizon 2017, pour être ensuite prolongée vers Agadir.
La ville abrite une cimenterie de la société Ciments du Maroc, filiale du groupe italien Italcementi.
La ville abrite le BIOXPARC, international HUB Biotech and Life Science, le plus grand centre de recherche sur le continent africain.
La région de Marrakech Safi est composée de 90 % de zones rurales, ce qui rend cette région extrêmement fragile au vu de l'employabilité de sa jeunesse qui elle même constitue 34 % de la population. L'État marocain avec la Banque mondiale, a mis en place dans cette région un projet pilote de soutien à l'insertion économique des jeunes avec plus de cinquante millions de dollars attribués principalement à un programme d'appui à l'entrepreneuriat par les 18-34 ans. Ce programme piloté par l'Initiative Nationale de Développement Humain (INDH), vise à soutenir la création de 1 500 entreprises en l'espace de trois ans (2020-2023), il est délégué à un nombre d'acteurs d'accompagnement entrepreneuriaux dont EBF, Norsys, Enactus, Moubadara et Maroc Innov. Pour consulter les projets incubés par ce programme, une plateforme a été mise en place (Founders.ma) et compte devenir le vrai carrefour de la promesse entrepreneuriale de la région.
Le salaire moyen à Marrakech en 2023 est de 356,25 €, soit environ 3 950 dirhams marocains. Cependant, il est important de noter que le salaire moyen peut varier considérablement en fonction du secteur d'activité et de l'expérience professionnelle. Le niveau de vie des Marocains est considérablement inférieur à celui des Français, avec un salaire minimum d'environ 220 € par mois. Cela équivaut à environ 2 440 dirhams marocains par mois. Cependant, il est important de noter que ces chiffres sont des moyennes et qu'il peut y avoir de fortes disparités entre les différents secteurs et régions du Maroc. Il n'y a pas de données spécifiques sur le revenu moyen des habitants de Marrakech, mais selon une étude de l'INED, les Marocains ont un revenu par habitant sensiblement moindre que leurs voisins maghrébins.

### Salons
- AeroExpo Marrakech : Salon International des industries et services aéronautiques
- Riad art expo : salon professionnel de l’art de vivre marocain ;

## Tourisme

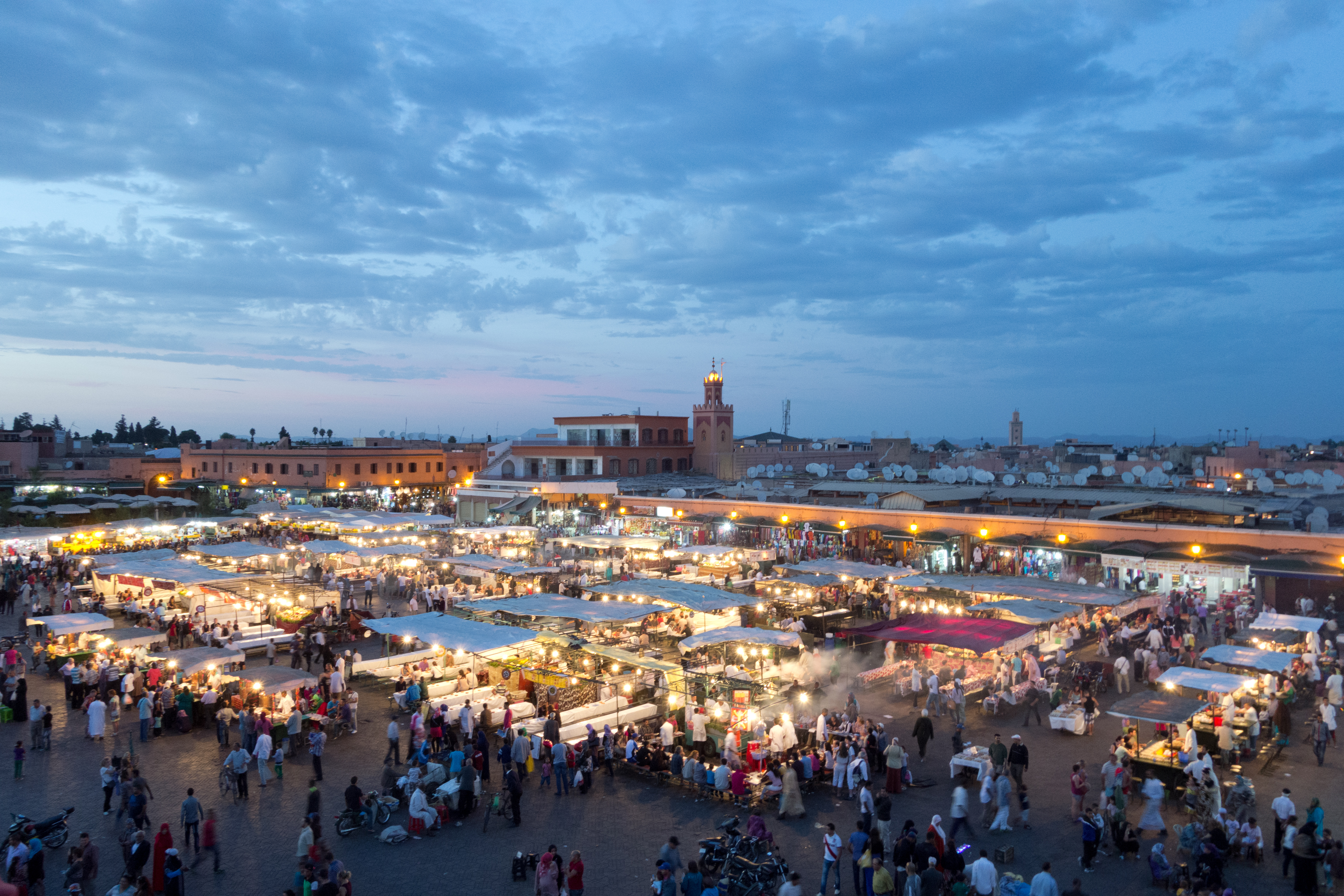
La place Jemaa el-Fna.

La ville est un haut-lieu touristique, plus de deux millions de touristes chaque année.
Elle est également le point de départ de nombreuses excursions pour les randonneurs désireux de parcourir l'Atlas ou le désert plus au sud.
La ville s'oriente désormais vers le tourisme de luxe. Marrakech est en effet devenue une des destinations favorites pour les célébrités françaises qui aiment son charme préservé qui sait allier luxe, raffinement et authenticité. La ville a ainsi été qualifiée de « rêve des mille-et-une nuits » par Arielle Dombasle. De nombreuses stars internationales possèdent leur riad privé en plein cœur de la Médina ou une villa à la Palmeraie. L'apparition de ce tourisme de luxe et festif,remonte à 1967 avec l'arrivée d'Yves Saint Laurent à Marrakech, puis son rachat en 1980 du jardin Majorelle. Marrakech devient alors un lieu réputé pour sa culture, ses arts, ses traditions et son patrimoine architectural qui séduit peu à peu un grand nombre d'artistes de renom. Les attentats du 11 septembre 2001 marquent le début de la crise du tourisme mondiale et donc un premier coup d'arrêt par répercussion pour les séjours à Marrakech. Dix ans plus tard, l'attentat d'Argana porte lui aussi un coup au tourisme de la ville. Entre-temps, le Club Med ouvre un village de vacances dans la Palmeraie en 2004 et ferme celui appelé « La Médina », situé place Jemaa el-Fna, peu après. Aujourd'hui la ville a retrouvé tout son attrait et sa fréquentation.
En 2023, Marrakech a connu une croissance touristique exceptionnelle malgré les défis posés par la pandémie de Covid-19 et le séisme d'Al Haouz. Le nombre d'arrivées touristiques a atteint 266 075 en mai 2023, marquant une augmentation de 63% par rapport à mai 2019. Le taux d'occupation des hôtels s'est élevé à 72%, contre 49% en mai 2019, avec une durée moyenne de séjour de trois jours (Le360) (marrakech7). Les touristes visitants Marrakech proviennent principalement des États-Unis, du Royaume-Uni, de l'Espagne et de la France, avec des hausses respectives de +106%, +56%, +41% et +39% par rapport à mai 2019. Le tourisme interne a également connu une croissance spectaculaire de 167%. (Le360) (marrakech7).

### Monuments et sites touristiques
| - Place Jemaa el-Fna (XIe siècle) - Medersa Ben Youssef (XVIe siècle) - La Qoubba Almoravide (XIIe siècle) - Les tombeaux Saadiens (XVIe siècle) - Fontaine chrob ou chouf (début XVIIe siècle) - Mosquée Koutoubia (XIIe siècle) - Mosquée El Mouassine (XIIe siècle) et sa fontaine (XVIe siècle) - Mosquée aux pommes d'Or (XIIe siècle) - Synagogue Salat Al Azama - Palais de la Bahia (XIXe siècle) - Palais El Badi (XVIe siècle) - Jardin Cyber Parc Arsat Moulay Abdeslam (XVIIIe siècle) - Jardins de la Ménara (XIIe siècle) - Jardins de l'Agdal (XIIe siècle) - Jardin Majorelle (XXe siècle) - Musée Yves Saint Laurent de Marrakech (XXIe siècle) - Musée de Marrakech (XIXe siècle) - Musée Dar Si Saïd (XIXe siècle) - Musée d'art islamique de Marrakech (XXe siècle) - Musée Bert-Flint ou maison Tiskwin (XXe siècle) - Musée de la Palmeraie (XXIe siècle) - Palais des congrès de Marrakech (XXe siècle) - Jardin Anima de l'artiste André Heller (XXIe siècle) - Musée de Mouassine (XVIIe siècle) |

### Événements
- La conférence de Marrakech ou COP22 se tient du 7 au 18 novembre 2016 sur le réchauffement climatique.
- Festival des arts populaires de Marrakech : festival annuel se déroulant au mois de juillet.
- Festival international du film de Marrakech : évènement annuel début décembre pour récompenser la meilleure production marocaine et étrangère de longs et courts-métrages. Celui-ci a une notoriété grandissante, reconnue par le monde entier.
- Arts in Marrakech : Biennale Internationale d'art actuel.
- Festival Awaln'art : rencontre internationale des arts de rue de Marrakech organisée par l'association Éclats de lune. Les rencontres ont lieu simultanément à Tahanaoute, Ait Ourir, Aghmat, Amizmiz et Marrakech.
- Festival Samaa des musiques sacrées, festival annuel se déroulant au mois de juillet.
- On marche : festival de danse contemporaine de Marrakech.
- Danse pour tous : festival de la danse.
- Origins Festival : Festival de musique électronique et d'art contemporain se tenant chaque année dans des endroits insolites de la ville ocre.
- Sun festival : festival national des jeunes et de la musique en mois de juillet, est une célébration de la nation, et du patriotisme à l'occasion des fêtes de la jeunesse et du trône.
- Marrakech MadJazz Festival : au mois de février, ce festival fait de Marrakech une destination phare des musiques alternatives Jazz-rock, afin de faire reconnaître les talents des artistes marocains à travers le monde.
- Festival Marrakech du rire : événement créé par Jamel Debbouze
- Festival de l’humour francophone ;
- Festival de la magie ;
- Khmissa : manifestation qui récompense les femmes qui se sont illustrées durant l’année dans divers domaines ;
- Le printemps de la poésie ;
- Jardin’art : festival de l’art du jardin qui a pour objectif de réunir des artistes, des paysagistes, des architectes, des professionnels et des amateurs du jardin avec une large place consacrée à l’éducation environnementale et à l’écotourisme ;
- Women of africa festival : ce festival célèbre les actions de la femme sur le plan culturel, économique et artistique à travers le continent africain ;
- Caftan : événement annuel révélateur de talents et de styles, ce défilé est le rendez-vous incontournable de la haute couture marocaine ;

### Curiosités autour de Marrakech
| - Vallée de l'Ourika à soixante kilomètres - Oukaïmden, station de ski à soixante-quinze kilomètres - Parc national de Toubkal à soixante-dix kilomètres au sud - Cascades d'Ouzoud à cent-cinquante-quatre kilomètres - La ville d'Essaouira à cent-quatre-vingt-onze kilomètres - Fondation Montresso et le Jardin rouge à quarante kilomètres | - Site archéologique d'Aghmat à trente kilomètres - Tinmel, ancienne bourgade berbère (XIe siècle), à soixante kilomètres - Vallée du Draâ - Montgolfière, à Jbilets-Nord de la Palmeraie - Le village berbère d'Amizmiz - Écomusée berbère de la vallée de l'Ourika, Tafza - Barrage Lalla Takerkoust à quarante kilomètres - La vallée du Dadès aussi appelée la vallée des roses, ou la vallée des mille et une Kasbah |

## Sécurité

### Sécurité du trafic à Marrakech
La sécurité du trafic à Marrakech est un sujet important pour les voyageurs. La circulation à Marrakech est anarchique et ponctuée d'embouteillages fréquents les vendredis et samedis soir. Il est recommandé de rester sur les grands axes, notamment dans les médinas, et de faire preuve de prudence. Les piétons doivent également être prudents lorsqu'ils traversent les rues, car les conducteurs peuvent être imprévisibles. Les visiteurs doivent également être conscients des risques de vol à la tire et de la petite délinquance. Il est recommandé de garder un œil sur ses effets personnels et de ne pas porter de bijoux ou d'objets de valeur de manière ostentatoire.

### Mesures de sécurité pour les touristes
Marrakech dispose d'unités de police touristique spécialisées qui sont formées pour aider et soutenir les visiteurs en leur fournissant des conseils, des informations et en gérant tout problème potentiel pouvant survenir pendant leur séjour. Les visiteurs doivent également être conscients des risques de terrorisme et faire preuve de prudence lorsqu'ils visitent des sites touristiques populaires.

## Sport

### Stades

#### Grand stade de Marrakech

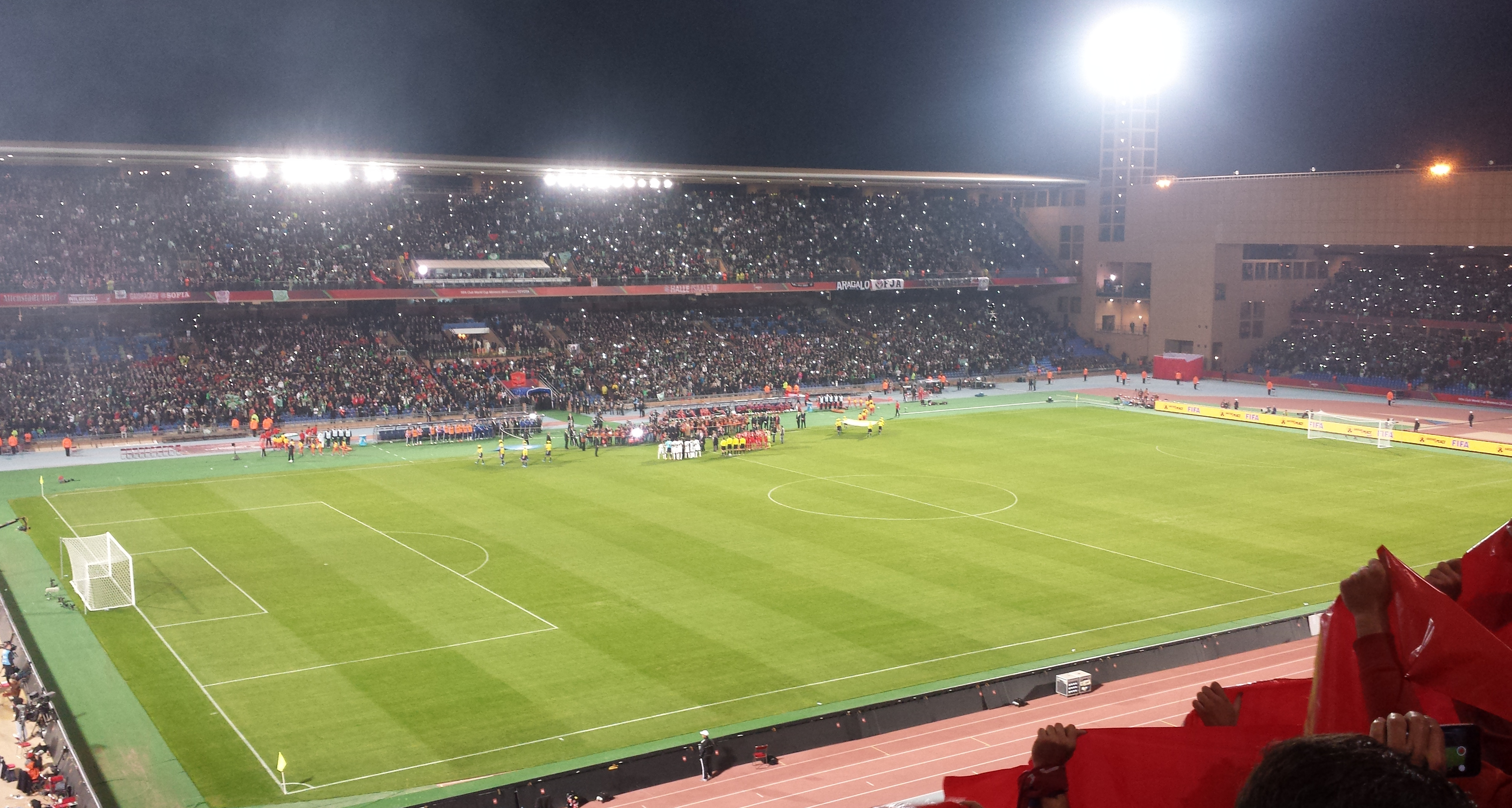
Le Grand stade de Marrakech.

Le grand stade de Marrakech a été inauguré en mai 2010. Il se situe sur la route de Casablanca (RN9), à une dizaine de kilomètres du centre-ville. D'un investissement global de 935 millions de DH, le nouveau complexe sportif de Marrakech est réalisé sur une superficie totale de 58 ha, avec une capacité d'accueil totale de 45 000 sièges numérotés, dont 37 000 couverts.
Le complexe, comprend notamment un parking de 7 500 places, un stade principal de football avec une piste d'athlétisme de huit couloirs, un stade annexe de football, quatre accès spécialisés pour handicapés, vingt issues pour évacuation et trente-et-un points de restauration.
Il dispose également de 128 blocs sanitaires, quatre blocs de premiers soins en tribune, un centre médical principal, des salles de conférences, outre des équipements de pointe dont 98 caméras de surveillance, deux écrans géants de 84 m2, 96 portillons d'accès, 36 guichets de billetterie, un héliport et 1 400 palmiers.

#### Stade El Harti
Le stade El Harti est le stade historique de Marrakech. Il est situé dans le quartier du Harti, à la limite entre Guéliz et L'Hivernage. Principalement destiné à la pratique du football, il a une capacité d'environ 20 000 places.

### Clubs de football
- Kawkab de Marrakech
- Olympique de Marrakech
- Mouloudia de Marrakech
- Najm de Marrakech
- Ittifaq de Marrakech

### Autres
- Grand Prix automobile de Marrakech/Course du Maroc FIA WTCC : Marrakech accueille tous les ans (sauf en 2011) le championnat du monde des voitures de tourisme, l’un des trois championnats du monde automobiles de la FIA dans un circuit situé au cœur de la ville, le Circuit urbain de Marrakech.
- Marathon de Marrakech ;
- Un tourisme alpin tend à se développer, Oukaïmden, à 73 km au sud de Marrakech, est une station de ski réputée en Afrique, l'enneigement y dure environ cinq mois (de novembre à avril).

## Culture

### Festivals

#### Biennale d'art de Marrakech
La Biennale Arts in Marrakech, née en 2004 est le plus important rendez-vous d'art contemporain au Maroc. La dernière édition a eu lieu en 2016, à la suite de quoi l'évènement a dû être plusieurs fois reporté pour des raisons budgétaires.
Dans le sillage de la biennale, Marrakech s'est imposée comme la nouvelle capitale de l'art contemporain au Maroc. Aussi a-t-on assisté à la naissance de plusieurs musées privés dont le musée de la Palmeraie, le musée d'Art et de Culture de Marrakech (MACMA), le musée d’Art Contemporain Africain Al Maaden (MACAAL), ainsi qu'à celle de plusieurs galeries d'art consacrées à la scène émergente de l'art contemporain marocain telles que la galerie Noir sur Blanc. En médina, plusieurs fondations et lieux de rencontre organisent des manifestations culturelles, parmi lesquelles il convient de citer Dar Bellarj et Dar Cherifa.

#### Festival international du film
Initié en 2001, le festival international du film de Marrakech est le principal festival consacré au cinéma au Maroc. Il se déroule chaque année sur plusieurs jours dans le courant de l’automne et rassemble de nombreuses personnalités du cinéma de renommée internationale. Parmi les présidents du jury se sont succédé des réalisateurs de renom, dont Francis Ford Coppola, Martin Scorsese, Roman Polanski ou encore Emir Kusturica.
Le jury du festival regroupe des cinéastes, des comédiens, mais aussi des écrivains et personnalités des arts et des lettres, et s'attache à récompenser les meilleurs longs métrages, en décernant au total six grands prix. En marge de la compétition officielle, le festival organise la projection d'une sélection de films hors compétition, rend hommage à des personnalités du cinéma, met à l'honneur chaque année le cinéma d'un pays différent, met en compétition des films « cinécoles », organise des Masterclass, réalise des projections populaires sur la place Jemaa el-Fna ainsi que des diffusions de films en audio-description à destination du public malvoyant.

#### Festival des arts populaires
Créé en 1960 sous la houlette du roi Mohammed V, le festival des arts populaires met à l'honneur le folklore marocain dans toute sa diversité. Au cours de ce festival gratuit et ouvert à tous, le public assiste à représentations de musiciens et de danseurs venus des quatre coins du Maroc. Si la majorité des spectacles ont lieu au Palais El Badi et dans les jardins de la Ménara, des manifestations ont également lieu ailleurs en médina et au Guéliz.

#### Marrakech du rire
Créé en 2011 par l'humoriste Jamel Debbouze, ce festival accueille chaque année sur la scène du Palais El Badi de nombreux humoristes francophones. Il est retransmis sur la chaîne de télévision française M6.

### Personnalités liées à Marrakech

#### Grand couturier
- Yves Saint Laurent

#### Homme d'affaires et mécène
- Pierre Bergé

#### Plasticiens
- Malika Agueznay, artiste peintre
- Farid Belkahya, peintre et sculpteur
- Mahi Binebine, peintre et écrivain
- Omar Bouragba, peintre
- Jacques Majorelle, peintre français

#### Écrivains
- René Euloge, écrivain, peintre
- Hinde Taarji, journaliste et essayiste
- Denise Masson, islamologue française
- Jamila Abitar, poétesse franco-marocaine
- Rajaa Benchemsi, écrivaine
- Mohamed Akensus, historien
- Mohammed Ben Brahim, poète

#### Sportifs
- Just Fontaine, footballeur international né à Marrakech en 1933
- Tahar El Khalej, ancien footballeur international né à Marrakech
- Adil Ramzi, ancien footballeur, actuel entraineur Pays-bas U18
- Ahmed Bahja, ancien footballeur

#### Politiques
- Abdelkader Hassan El Assimi, ancien diplomate et homme politique marocain
- Ahmed Akchichine, ancien ministre et président de la région
- Fouad Ali El Himma, ancien ministre et conseiller royal
- Saïda Menebhi, militante féministe de gauche
- M'hamed Boucetta, ancien secrétaire général du Parti de l'Istiqlal (PI), ancien ministre des Affaires étrangères
- Abdallah Ibrahim, ancien président du conseil du gouvernement marocain
- Mhamed El Khalifa, avocat et ancien ministre
- Thami El Glaoui, ancien pacha marocain sous le protectorat
- Ahmed Toufiq, ministre des habous

#### Acteurs
- Tarek Boudali, acteur, réalisateur, comédien et scénariste franco-marocain, est originaire d'une petite ville près de Marrakech
- Bernard Dhéran, acteur et doubleur, mort à Marrakech en 2013
- Amina Rachid, actrice marocaine, née à Marrakech en 1936

#### Chanteurs et Musiciens
- Jil Jilala, groupe de musique
- Sapho, artiste franco-marocaine née le 10 janvier 1950 à Marrakech
- Fnaire, groupe de hip-hop
- Zamdane, rappeur

#### Autres
- Ibn al Arif
- Mohamed Fedal, chef cuisinier marocain.

### Marrakech en musique
- Marrakesh Express, chanson de Crosby, Stills & Nash publiée en 1969
- Marrakech to Tarfaya, chanson de Faical Badri (2021)
- Ya Lhamra, chanson de Fnaïre & Nabyla Maan (2024)

### Marrakech au cinéma

#### En tant que lieu de tournage
- 1956 : L'Homme qui en savait trop d'Alfred Hitchcock
- 1964 : Cent mille dollars au soleil d'Henri Verneuil
- 1970 : Le Lit de la Vierge de Philippe Garrel
- 1988 : La Dernière Tentation du Christ de Martin Scorsese
- 1998 : Marrakech Express de Gillies MacKinnon (titre original : Hideous Kinky)
- 1999 : La Momie de Stephen Sommers
- 2004 : Alexandre d'Oliver Stone
- 2004 : Abdou chez les Almohades de Saïd Naciri
- 2007 : Kandisha de Jérôme Cohen-Olivar
- 2009 : L'Arnacœur de Pascal Chaumeil
- 2010 : Sex and the City 2 de Michael Patrick King
- 2010 : La Source des femmes de Radu Mihaileanu
- 2010 : Prince of Persia : Les Sables du temps de Mike Newell
- 2015 : American Sniper, de Clint Eastwood
- 2015 : Les Nouvelles Aventures d'Aladin, d'Arthur Benzaquen
- 2015 : Mission impossible 5, de Tom Cruise
- 2015 : 007 Spectre, de Sam Mendes

#### Films se déroulant à Marrakech
- 2011 : Artesanos, Albert Albacete

### Marrakech dans la littérature
- 1920 : Voyage au Maroc, Edith Wharton[65]
- 1986 : Les voix de Marrakech, Elias Canetti, prix Nobel de littérature[66]
- 1996 : L'oeuf du coq, Mohamed Zafzaf[67]
- 1998 : Marrakech express, Esther Freud[68]
- 2002 : Marrakech, Patrimoine en péril - Mohamed El Faiz[69]
- 2004 : La vie commence à Marrakech, Jacques Lanzmann[70]
- 2006 : Zaynab, reine de Marrakech, Zakya Daoud[71]
- 2006 : Le gout de Marrakech, Souné Prolongeau-Wade[72]
- 2006 : L'homme qui venait du passé, Driss Chraibi[73]
- 2006 : L'Absent de Marrakech, éd. Flammarion, Thierry de Beaucé
- 2007 : Un Jardin à Marrakech, Alain Leygonie[74]
- 2008 : Souk à Marrakech, Philippe Huet[75]
- 2008 : Le roman d'Alia, Hermary-Vieille Catherine [76]
- 2009 : Double meurtre à Marrakech, Philippe Gourdin
- 2009 : Le roman de Marrakech, Anne-Marie Core[77]
- 2011 : La maison de Cicine, Mohamed Nedali[78]
- 2012 : Triste jeunesse, Mohamed Nedali[79]
- 2019 : Rue du Pardon, Mahi Binebine[80]
- 2020 : Brigitte Tast : Die rote Stadt (Rot in Schwarz-Weiß), Schellerten 2020, S. 47ff[81].

## Photographies

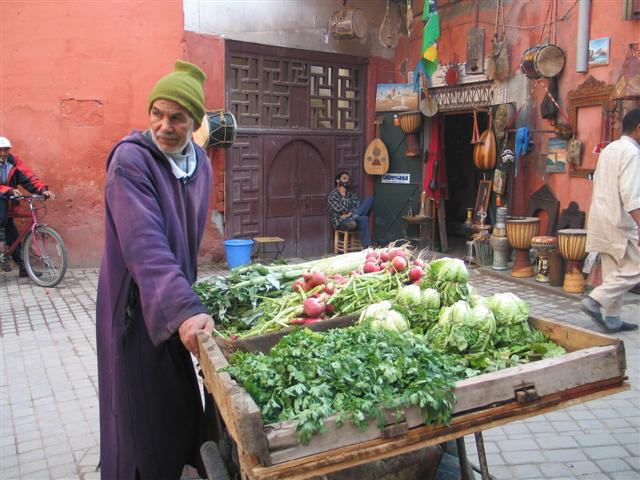
Marchand ambulant de légumes à côté de la fontaine Mouassine.
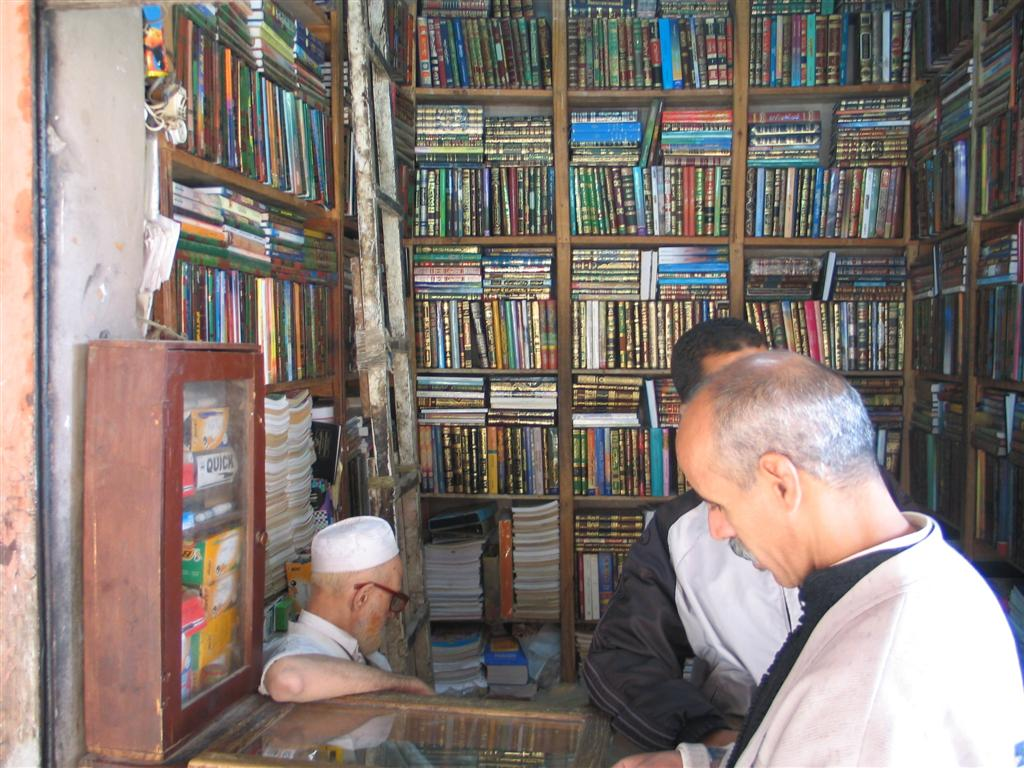
Librairie de livres religieux et scolaires derrière la mosquée El Mouassine.
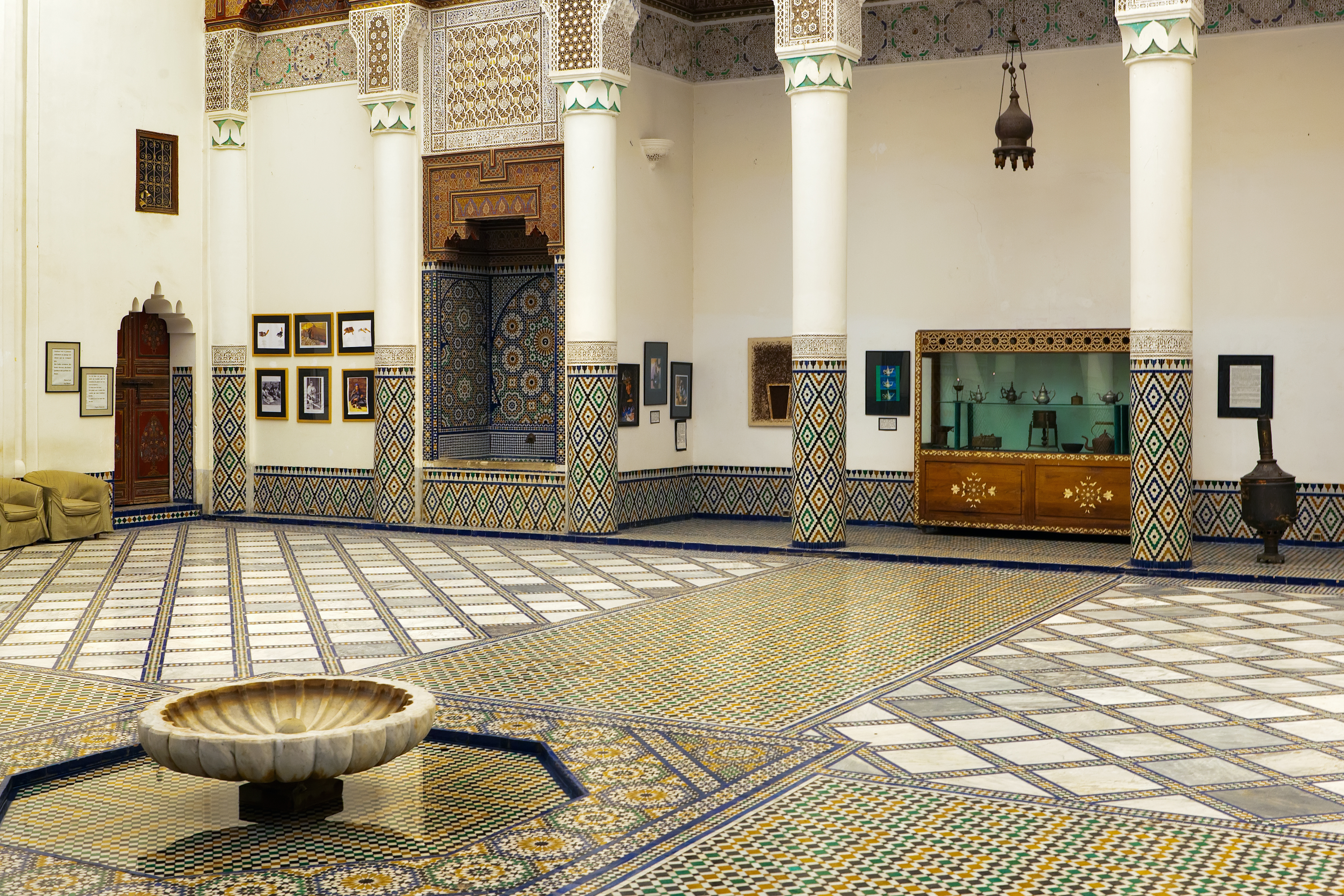
Intérieur du musée Dar Si Saïd.
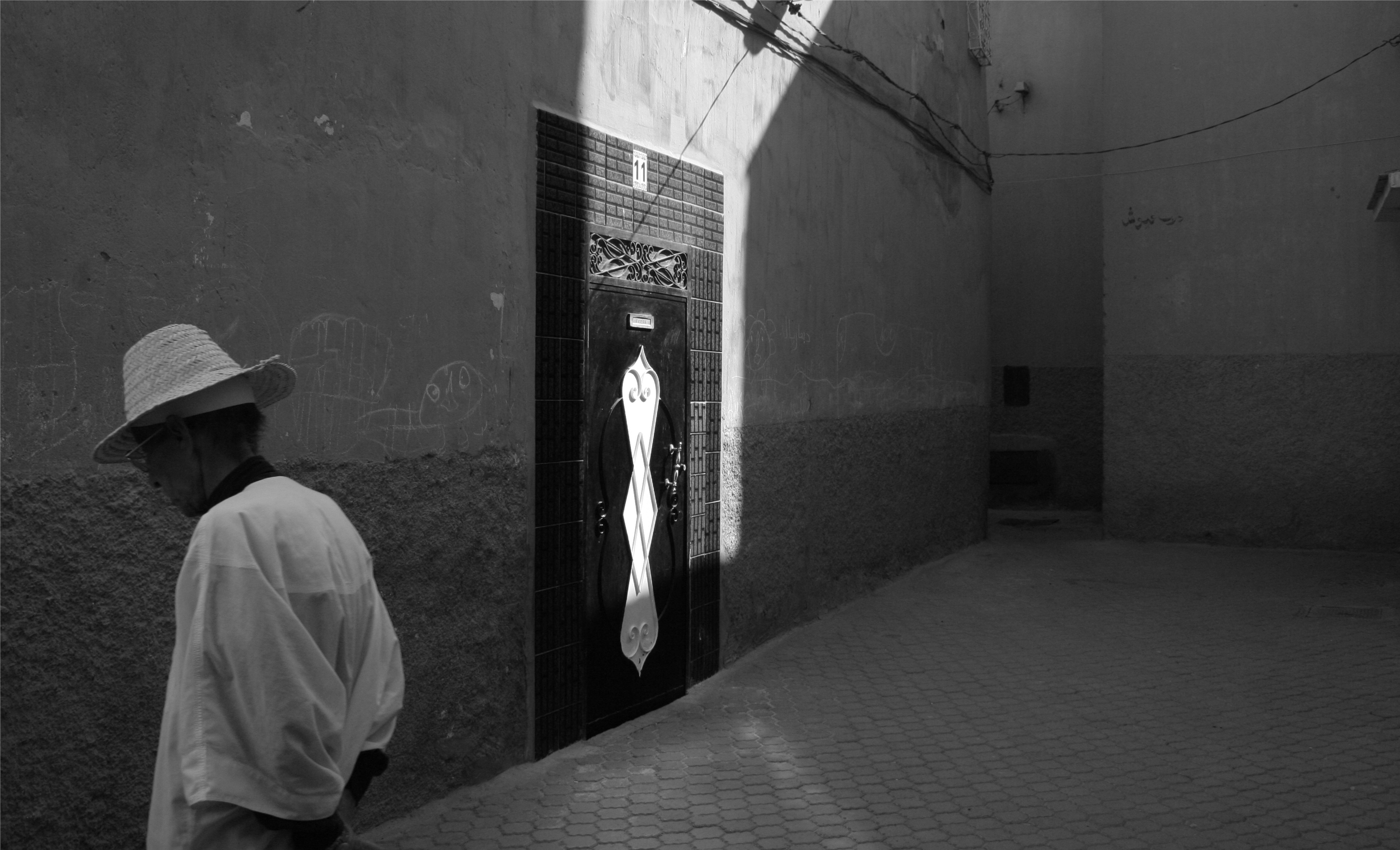
Dans les rues de Marrakech.
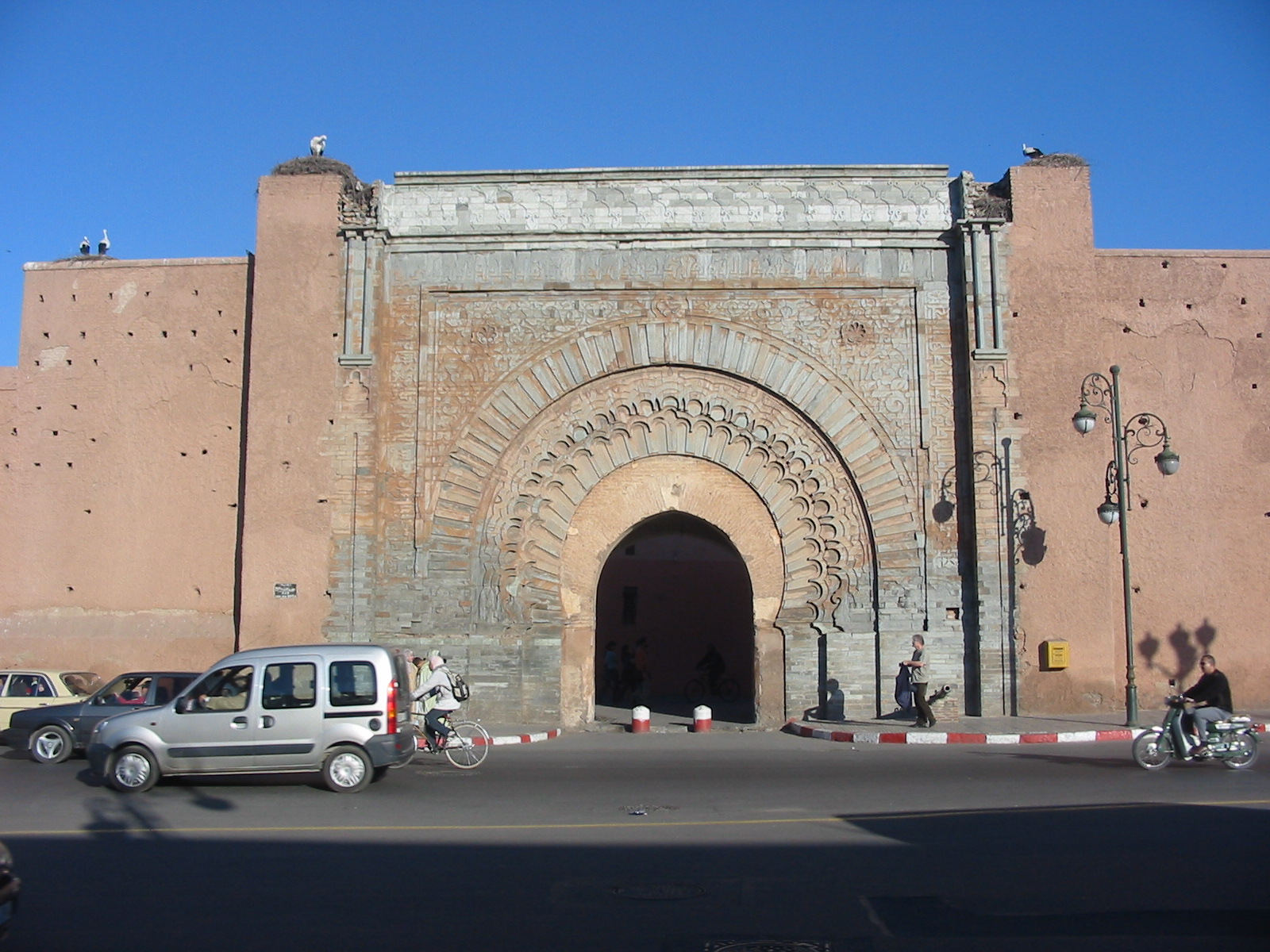
Porte Bab Agnaou.
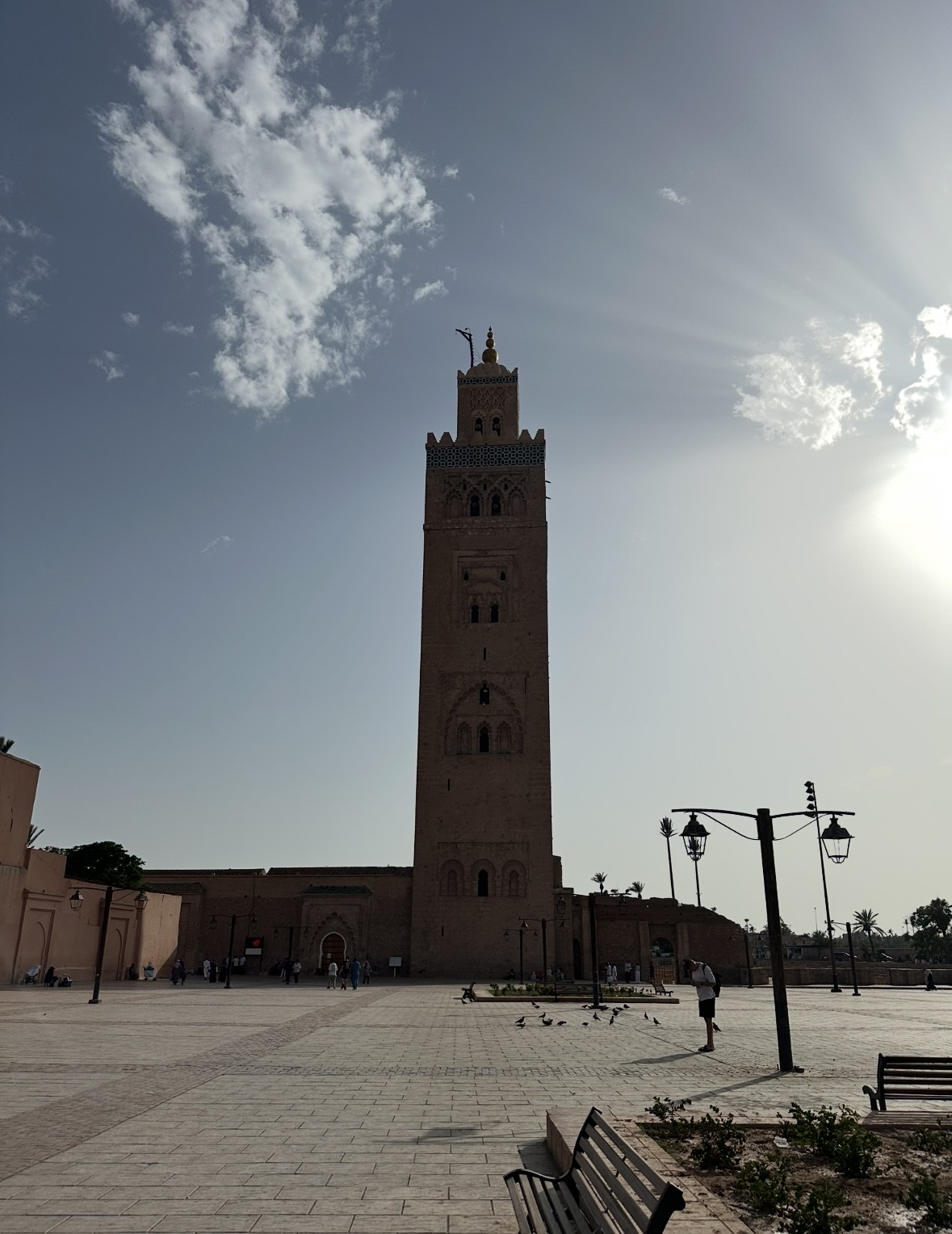
Mosquée au cœur de la médina.